# Liste des églises de l'Eure
La liste des églises de l'Eure vise à situer les églises du département français de l'Eure. Il est fait état des diverses protections dont elles peuvent bénéficier, et notamment les inscriptions et classements au titre des monuments historiques.

## Rattachement diocésain des églises catholiques
En ce qui concerne le culte catholique, les églises sont situées dans le diocèse d'Évreux.

## Statistiques
Le département de l'Eure comprend 585 communes au 1er janvier 2023.
Depuis 2022, le diocèse d'Évreux compte 33 paroisses.

## Liste des églises catholiques classées par commune
Le classement ci-après est proposé selon l'ordre alphabétique de leur commune d'implantation.
| Église                                                                 | Commune                       | Adresse | Coordonnées                      | Notice         | Protection                | Date | Illustration                                                        |
| ---------------------------------------------------------------------- | ----------------------------- | ------- | -------------------------------- | -------------- | ------------------------- | ---- | ------------------------------------------------------------------- |
| Église Saint-Rémi d'Aclou                                              | Aclou                         |         | 49° 10′ 13″ nord, 0° 42′ 15″ est |                |                           |      | Église Saint-Rémi d'Aclou                                           |
| Église Saint-Denis d'Acon                                              | Acon                          |         | 48° 45′ 56″ nord, 1° 06′ 05″ est | « PA27000027 » |                           |      | Église Saint-Denis d'Acon                                           |
| Église Sainte-Cécile d'Acquigny                                        | Acquigny                      |         | 49° 10′ 20″ nord, 1° 11′ 10″ est | « PA00099291 » |                           |      | Église Sainte-Cécile d'Acquigny                                     |
| Église Notre-Dame des Planches                                         | Acquigny                      |         | à géolocaliser                   | « IA00019352 » | Disparue à partir de 1823 |      | Image manquante Téléverser                                          |
| Église Notre-Dame d'Aigleville                                         | Aigleville                    |         | 49° 00′ 21″ nord, 1° 25′ 09″ est |                |                           |      | Église Notre-Dame d'Aigleville                                      |
| Église Saint-Médard d'Ailly                                            | Ailly                         |         | 49° 09′ 40″ nord, 1° 14′ 42″ est | « PA00099294 » |                           |      | Église Saint-Médard d'Ailly                                         |
| Église Saint-Pierre d'Aizier                                           | Aizier                        |         | 49° 25′ 51″ nord, 0° 37′ 35″ est | « PA00099296 » |                           |      | Église Saint-Pierre d'Aizier                                        |
| Église Saint-Germain d'Alizay                                          | Alizay                        |         | 49° 19′ 14″ nord, 1° 10′ 28″ est | « PA00099298 » |                           |      | Église Saint-Germain d'Alizay                                       |
| Église Saint-Martin d'Ambenay                                          | Ambenay                       |         | 48° 50′ 10″ nord, 0° 43′ 43″ est | « PA00099300 » |                           |      | Église Saint-Martin d'Ambenay                                       |
| Église Notre-Dame d'Amfreville-la-Campagne                             | Amfreville-Saint-Amand        |         | 49° 12′ 46″ nord, 0° 55′ 54″ est |                |                           |      | Église Notre-Dame d'Amfreville-la-Campagne                          |
| Église Saint-Amand de Saint-Amand-des-Hautes-Terres                    | Amfreville-Saint-Amand        |         | 49° 14′ 07″ nord, 0° 55′ 58″ est |                |                           |      | Image manquante Téléverser                                          |
| Église Saint-Pierre d'Amfreville-les-Champs                            | Amfreville-les-Champs         |         | 49° 18′ 50″ nord, 1° 19′ 01″ est | « IA00016843 » |                           |      | Église Saint-Pierre d'Amfreville-les-Champs                         |
| Église Saint-Michel d'Amfreville-sous-les-Monts                        | Amfreville-sous-les-Monts     |         | 49° 18′ 18″ nord, 1° 15′ 37″ est | « IA00017301 » |                           |      | Église Saint-Michel d'Amfreville-sous-les-Monts                     |
| Église Saint-Maclou de Senneville                                      | Amfreville-sous-les-Monts     |         | 49° 17′ 35″ nord, 1° 16′ 46″ est | « IA00017304 » |                           |      | Église Saint-Maclou de Senneville                                   |
| Église Notre-Dame d'Amfreville-sur-Iton                                | Amfreville-sur-Iton           |         | 49° 08′ 45″ nord, 1° 09′ 08″ est | « PA00099302 » |                           |      | Église Notre-Dame d'Amfreville-sur-Iton                             |
| Église Saint-Hélier d'Amécourt                                         | Amécourt                      |         | 49° 22′ 50″ nord, 1° 44′ 10″ est | « IA00017802 » |                           |      | Image manquante Téléverser                                          |
| Église Notre-Dame d'Andé                                               | Andé                          |         | 49° 13′ 48″ nord, 1° 14′ 24″ est | « IA00019367 » |                           |      | Église Notre-Dame d'Andé                                            |
| Église Saint-André d'Appeville-Annebault                               | Appeville-Annebault           |         | 49° 18′ 45″ nord, 0° 38′ 33″ est | « PA00099311 » |                           |      | Église Saint-André d'Appeville-Annebault                            |
| Église Saint-Martin d'Armentières-sur-Avre                             | Armentières-sur-Avre          |         | 48° 41′ 03″ nord, 0° 48′ 27″ est |                |                           |      | Église Saint-Martin d'Armentières-sur-Avre                          |
| Église Saint-Martin d'Arnières-sur-Iton                                | Arnières-sur-Iton             |         | 48° 59′ 46″ nord, 1° 06′ 15″ est |                |                           |      | Église Saint-Martin d'Arnières-sur-Iton                             |
| Église Saint-Gervais d'Asnières                                        | Asnières                      |         | 49° 11′ 44″ nord, 0° 23′ 50″ est | « IA00050091 » |                           |      | Église Saint-Gervais d'Asnières                                     |
| Église Saint-Pierre d'Aulnay-sur-Iton                                  | Aulnay-sur-Iton               |         | 48° 59′ 46″ nord, 1° 03′ 36″ est |                |                           |      | Église Saint-Pierre d'Aulnay-sur-Iton                               |
| Église Saint-André d'Autheuil-Authouillet                              | Autheuil-Authouillet          |         | 49° 05′ 27″ nord, 1° 17′ 13″ est | « PA00099315 » |                           |      | Église Saint-André d'Autheuil-Authouillet                           |
| Église Saint-Jacques d'Autheuil                                        | Autheuil-Authouillet          |         | 49° 05′ 46″ nord, 1° 16′ 44″ est |                | Projet abandonné          |      | Image manquante Téléverser                                          |
| Église Notre-Dame-de-l'Assomption d'Authevernes                        | Authevernes                   |         | 49° 13′ 03″ nord, 1° 38′ 27″ est | « IA00017806 » |                           |      | Église Notre-Dame-de-l'Assomption d'Authevernes                     |
| Église Saint-Aubin d'Authou                                            | Authou                        |         | 49° 13′ 53″ nord, 0° 41′ 33″ est | « IA00019613 » |                           |      | Église Saint-Aubin d'Authou                                         |
| Église Notre-Dame de Bacqueville                                       | Bacqueville                   |         | 49° 18′ 41″ nord, 1° 22′ 14″ est | « IA00017309 » |                           |      | Église Notre-Dame de Bacqueville                                    |
| Église Notre-Dame de Bailleul-la-Vallée                                | Bailleul-la-Vallée            |         | 49° 12′ 02″ nord, 0° 25′ 42″ est | « IA00050094 » |                           |      | Église Notre-Dame de Bailleul-la-Vallée                             |
| Église Saint-Crépin-et-Saint-Crépinien de Barc                         | Barc                          |         | 49° 04′ 07″ nord, 0° 49′ 23″ est | « PA00099316 » |                           |      | Église Saint-Crépin-et-Saint-Crépinien de Barc                      |
| Église Notre-Dame de Barneville-sur-Seine                              | Barneville-sur-Seine          |         | 49° 22′ 47″ nord, 0° 50′ 53″ est | « IA00018697 » |                           |      | Église Notre-Dame de Barneville-sur-Seine                           |
| Église Saint-Jean-Baptiste de la Vacherie                              | Barquet                       |         | 49° 02′ 04″ nord, 0° 49′ 58″ est | « PA00099318 » |                           |      | Église Saint-Jean-Baptiste de la Vacherie                           |
| Église Saint-Pierre de Barquet                                         | Barquet                       |         | 49° 02′ 05″ nord, 0° 49′ 57″ est | « IA00018735 » |                           |      | Église Saint-Pierre de Barquet                                      |
| Église Notre-Dame des Authieux                                         | Barquet                       |         | à géolocaliser                   | « IA00018742 » | Détruite                  |      | Image manquante Téléverser                                          |
| Église Notre-Dame de Barville                                          | Barville                      |         | 49° 09′ 27″ nord, 0° 28′ 47″ est |                |                           |      | Église Notre-Dame de Barville                                       |
| Église Saint-Denis de Bazincourt-sur-Epte                              | Bazincourt-sur-Epte           |         | 49° 18′ 45″ nord, 1° 45′ 59″ est | « IA00017813 » |                           |      | Image manquante Téléverser                                          |
| Église Saint-Martin de Bazoques                                        | Bazoques                      |         | 49° 10′ 13″ nord, 0° 33′ 01″ est |                |                           |      | Église Saint-Martin de Bazoques                                     |
| Église Notre-Dame de Beaubray                                          | Beaubray                      |         | 48° 54′ 41″ nord, 0° 54′ 44″ est |                |                           |      | Église Notre-Dame de Beaubray                                       |
| Église Notre-Dame de Beauficel-en-Lyons                                | Beauficel-en-Lyons            |         | 49° 24′ 27″ nord, 1° 31′ 25″ est | « PA00099322 » |                           |      | Église Notre-Dame de Beauficel-en-Lyons                             |
| Église Saint-Nicolas de Beaumont-le-Roger                              | Beaumont-le-Roger             |         | 49° 04′ 54″ nord, 0° 46′ 42″ est | « PA00099325 » |                           |      | Église Saint-Nicolas de Beaumont-le-Roger                           |
| Église Notre-Dame des Vieilles                                         | Beaumont-le-Roger             |         | 49° 04′ 47″ nord, 0° 46′ 39″ est | « IA00018752 » |                           |      | Église Notre-Dame des Vieilles                                      |
| Prieuré de la Sainte-Trinité                                           | Beaumont-le-Roger             |         | 49° 04′ 54″ nord, 0° 46′ 42″ est | « PA00099324 » |                           |      | Prieuré de la Sainte-Trinité                                        |
| Église Saint-Pierre de Beaumontel                                      | Beaumontel                    |         | 49° 05′ 19″ nord, 0° 45′ 59″ est | « PA00099326 » |                           |      | Église Saint-Pierre de Beaumontel                                   |
| Abbaye Notre-Dame de Bernay                                            | Bernay                        |         | 49° 05′ 22″ nord, 0° 35′ 54″ est | « PA00099330 » |                           |      | Abbaye Notre-Dame de Bernay                                         |
| Église Notre-Dame de la Couture de Bernay                              | Bernay                        |         | 49° 04′ 57″ nord, 0° 35′ 50″ est | « PA00099331 » |                           |      | Église Notre-Dame de la Couture de Bernay                           |
| Église Sainte-Croix de Bernay                                          | Bernay                        |         | 49° 05′ 29″ nord, 0° 35′ 55″ est | « PA00099332 » |                           |      | Église Sainte-Croix de Bernay                                       |
| Église Saint-Martin de Carentonne                                      | Bernay                        |         | 49° 05′ 17″ nord, 0° 39′ 09″ est | « IA00018054 » |                           |      | Image manquante Téléverser                                          |
| Église Saint-Léger de Bernienville                                     | Bernienville                  |         | 49° 05′ 00″ nord, 1° 01′ 10″ est |                |                           |      | Église Saint-Léger de Bernienville                                  |
| Église Notre-Dame-de-l'Assomption de Bernouville                       | Bernouville                   |         | 49° 17′ 21″ nord, 1° 41′ 41″ est | « PA00099340 » |                           |      | Église Notre-Dame-de-l'Assomption de Bernouville                    |
| Église Saint-Pierre de Berthouville                                    | Berthouville                  |         | 49° 10′ 47″ nord, 0° 38′ 06″ est |                |                           |      | Église Saint-Pierre de Berthouville                                 |
| Église Notre-Dame-de-Fatima de Berville-la-Campagne                    | Berville-la-Campagne          |         | 49° 01′ 36″ nord, 0° 54′ 03″ est | « IA00018779 » |                           |      | Église Notre-Dame-de-Fatima de Berville-la-Campagne                 |
| Église Saint-Mélaine de Berville-sur-Mer                               | Berville-sur-Mer              |         | 49° 25′ 59″ nord, 0° 21′ 38″ est | « PA00099342 » |                           |      | Église Saint-Mélaine de Berville-sur-Mer                            |
| Église Saint-Hélier de Beuzeville                                      | Beuzeville                    |         | 49° 20′ 42″ nord, 0° 20′ 38″ est | « IA00054719 » |                           |      | Église Saint-Hélier de Beuzeville                                   |
| Église Notre-Dame de Bois-Anzeray                                      | Bois-Anzeray                  |         | 48° 55′ 33″ nord, 0° 41′ 04″ est |                |                           |      | Image manquante Téléverser                                          |
| Église Saint-Pierre de Bois-Arnault                                    | Bois-Arnault                  |         | 48° 48′ 54″ nord, 0° 43′ 46″ est |                |                           |      | Église Saint-Pierre de Bois-Arnault                                 |
| Église Saint-Sulpice de Bois-Jérôme-Saint-Ouen                         | Bois-Jérôme-Saint-Ouen        |         | 49° 06′ 06″ nord, 1° 32′ 32″ est | « IA00017120 » |                           |      | Image manquante Téléverser                                          |
| Église Saint-Julien de Bois-Normand-près-Lyre                          | Bois-Normand-près-Lyre        |         | 48° 53′ 55″ nord, 0° 41′ 52″ est | « PA00099347 » |                           |      | Église Saint-Julien de Bois-Normand-près-Lyre                       |
| Église Saint-Jean-Baptiste de Bois-le-Roi                              | Bois-le-Roi                   |         | 48° 51′ 57″ nord, 1° 20′ 43″ est |                |                           |      | Image manquante Téléverser                                          |
| Église Saint-Aubin de Boisney                                          | Boisney                       |         | 49° 09′ 14″ nord, 0° 39′ 18″ est | « PA00099346 » |                           |      | Église Saint-Aubin de Boisney                                       |
| Église Sainte-Geneviève de Boisset-les-Prévanches                      | Boisset-les-Prévanches        |         | 48° 58′ 04″ nord, 1° 19′ 45″ est |                |                           |      | Église Sainte-Geneviève de Boisset-les-Prévanches                   |
| Église Saint-Jean-devant-la-Porte-Latine de Boissey-le-Châtel          | Boissey-le-Châtel             |         | 49° 16′ 17″ nord, 0° 46′ 56″ est | « IA00018380 » |                           |      | Image manquante Téléverser                                          |
| Église Notre-Dame de Boissy-Lamberville                                | Boissy-Lamberville            |         | 49° 10′ 04″ nord, 0° 34′ 35″ est |                |                           |      | Église Notre-Dame de Boissy-Lamberville                             |
| Église Saint-Jean-Baptiste de Boncourt                                 | Boncourt                      |         | 49° 01′ 37″ nord, 1° 18′ 27″ est |                |                           |      | Image manquante Téléverser                                          |
| Église Notre-Dame dite aussi église Saint-Pierre de Bonneville-Aptot   | Bonneville-Aptot              |         | 49° 15′ 28″ nord, 0° 45′ 39″ est | « IA00019617 » |                           |      | Image manquante Téléverser                                          |
| Église Saint-Jean-Baptiste d'Aptot                                     | Bonneville-Aptot              |         | 49° 16′ 01″ nord, 0° 44′ 16″ est | « IA00019619 » |                           |      | Image manquante Téléverser                                          |
| Église Saint-Martin de Bosgouet                                        | Bosgouet                      |         | 49° 21′ 27″ nord, 0° 51′ 03″ est | « IA00018702 » |                           |      | Église Saint-Martin de Bosgouet                                     |
| Église Sainte-Anne de Bosquentin                                       | Bosquentin                    |         | 49° 24′ 49″ nord, 1° 35′ 06″ est | « IA00016866 » |                           |      | Église Sainte-Anne de Bosquentin                                    |
| Église Saint-Pierre de Bosrobert                                       | Bosrobert                     |         | 49° 13′ 34″ nord, 0° 45′ 13″ est |                |                           |      | Église Saint-Pierre de Bosrobert                                    |
| Église Saint-Pierre de Bosroumois                                      | Bosroumois                    |         | 49° 17′ 20″ nord, 0° 55′ 27″ est | « IA00018411 » |                           |      | Église Saint-Pierre de Bosroumois                                   |
| Église Saint-Aubin ou Saint-Michel de Bosnormand                       | Bosroumois                    |         | 49° 16′ 42″ nord, 0° 51′ 02″ est | « IA00018426 » |                           |      | Église Saint-Aubin ou Saint-Michel de Bosnormand                    |
| Église Saint-Pierre de Bouafles                                        | Bouafles                      |         | 49° 12′ 50″ nord, 1° 23′ 22″ est | « IA00017513 » |                           |      | Église Saint-Pierre de Bouafles                                     |
| Église Saint-Ouen de Bouchevilliers                                    | Bouchevilliers                |         | 49° 24′ 03″ nord, 1° 42′ 28″ est | « PA00099351 » |                           |      | Église Saint-Ouen de Bouchevilliers                                 |
| Église Saint-Jean-Baptiste de Boulleville                              | Boulleville                   |         | 49° 21′ 40″ nord, 0° 22′ 50″ est | « IA00054692 » |                           |      | Église Saint-Jean-Baptiste de Boulleville                           |
| Église Saint-Ouen de Bouquelon                                         | Bouquelon                     |         | 49° 23′ 46″ nord, 0° 29′ 25″ est | « PA00099353 » |                           |      | Église Saint-Ouen de Bouquelon                                      |
| Église Saint-Philbert de Bouquetot                                     | Bouquetot                     |         | 49° 21′ 48″ nord, 0° 46′ 59″ est | « PA00099354 » |                           |      | Église Saint-Philbert de Bouquetot                                  |
| Église Saint-Lô de Bourg-Achard                                        | Bourg-Achard                  |         | 49° 21′ 17″ nord, 0° 49′ 04″ est |                |                           |      | Église Saint-Lô de Bourg-Achard                                     |
| Église Sainte-Geneviève-et-Sainte-Trinité de Bourg-Beaudouin           | Bourg-Beaudouin               |         | 49° 23′ 03″ nord, 1° 18′ 01″ est | « IA00017324 » |                           |      | Église Sainte-Geneviève-et-Sainte-Trinité de Bourg-Beaudouin        |
| Église Saint-Rémi de Bournainville-Faverolles                          | Bournainville-Faverolles      |         | 49° 07′ 41″ nord, 0° 29′ 16″ est |                |                           |      | Église Saint-Rémi de Bournainville-Faverolles                       |
| Église Saint-Pierre de Bourneville                                     | Bourneville-Sainte-Croix      |         | 49° 23′ 29″ nord, 0° 37′ 03″ est | « IA00018921 » |                           |      | Église Saint-Pierre de Bourneville                                  |
| Église Sainte-Croix de Sainte-Croix-sur-Aizier                         | Bourneville-Sainte-Croix      |         | 49° 23′ 29″ nord, 0° 37′ 03″ est | « IA00018973 » |                           |      | Église Sainte-Croix de Sainte-Croix-sur-Aizier                      |
| Église Saint-Just de Bourth                                            | Bourth                        |         | 48° 46′ 15″ nord, 0° 48′ 27″ est |                |                           |      | Église Saint-Just de Bourth                                         |
| Église Notre-Dame de Bray                                              | Bray                          |         | 49° 06′ 30″ nord, 0° 50′ 32″ est | « IA00018782 » |                           |      | Église Notre-Dame de Bray                                           |
| Église Saint-Sauveur de Brestot                                        | Brestot                       |         | 49° 21′ 08″ nord, 0° 41′ 11″ est | « IA00019623 » |                           |      | Église Saint-Sauveur de Brestot                                     |
| Église Notre-Dame de Bretagnolles                                      | Bretagnolles                  |         | 48° 57′ 08″ nord, 1° 21′ 17″ est | « PA00099359 » |                           |      | Église Notre-Dame de Bretagnolles                                   |
| Collégiale Saint-Sulpice de Breteuil                                   | Breteuil                      |         | 48° 50′ 11″ nord, 0° 55′ 02″ est | « PA00099360 » |                           |      | Collégiale Saint-Sulpice de Breteuil                                |
| Église Saint-Martin de Cintray                                         | Breteuil                      |         | 48° 47′ 45″ nord, 0° 53′ 31″ est | « PA00099375 » |                           |      | Église Saint-Martin de Cintray                                      |
| Église Notre-Dame de La Guéroulde                                      | Breteuil                      |         | 48° 48′ 43″ nord, 0° 53′ 20″ est |                |                           |      | Église Notre-Dame de La Guéroulde                                   |
| Église Saint-Martin de Breuilpont                                      | Breuilpont                    |         | 48° 57′ 45″ nord, 1° 25′ 38″ est |                |                           |      | Image manquante Téléverser                                          |
| Église Saint-Lubin de Lorey                                            | Breuilpont                    |         | 48° 57′ 06″ nord, 1° 24′ 51″ est |                |                           |      | Église Saint-Lubin de Lorey                                         |
| Église Saint-Germain de Breux-sur-Avre                                 | Breux-sur-Avre                |         | 48° 45′ 30″ nord, 1° 05′ 00″ est |                |                           |      | Image manquante Téléverser                                          |
| Église Saint-Martin de Brionne                                         | Brionne                       |         | 49° 11′ 44″ nord, 0° 43′ 09″ est |                |                           |      | Église Saint-Martin de Brionne                                      |
| Église Saint-Denis de Brionne                                          | Brionne                       |         | 49° 11′ 36″ nord, 0° 42′ 45″ est |                |                           |      | Église Saint-Denis de Brionne                                       |
| Église Sainte-Mère-de-Dieu de Brionne                                  | Brionne                       |         | 49° 11′ 45″ nord, 0° 43′ 12″ est |                |                           |      | Image manquante Téléverser                                          |
| Église Saint-Martin de Broglie                                         | Broglie                       |         | 49° 00′ 32″ nord, 0° 31′ 47″ est | « PA00099364 » |                           |      | Église Saint-Martin de Broglie                                      |
| Église Saint-Martin de Brosville                                       | Brosville                     |         | 49° 06′ 21″ nord, 1° 06′ 51″ est |                |                           |      | Église Saint-Martin de Brosville                                    |
| Église Saint-Cyr-et-Sainte-Julitte de Brétigny                         | Brétigny                      |         | 49° 12′ 49″ nord, 0° 40′ 30″ est | « PA27000003 » |                           |      | Église Saint-Cyr-et-Sainte-Julitte de Brétigny                      |
| Église Saint-Martin de Bueil                                           | Bueil                         |         | 48° 55′ 55″ nord, 1° 26′ 28″ est |                |                           |      | Église Saint-Martin de Bueil                                        |
| Église Saint-Aubin de Burey                                            | Burey                         |         | 48° 59′ 04″ nord, 0° 57′ 05″ est |                |                           |      | Image manquante Téléverser                                          |
| Église Notre-Dame de Bâlines                                           | Bâlines                       |         | 48° 44′ 35″ nord, 0° 58′ 38″ est |                |                           |      | Église Notre-Dame de Bâlines                                        |
| Église Saint-Paul de Bémécourt                                         | Bémécourt                     |         | 48° 50′ 42″ nord, 0° 52′ 33″ est |                |                           |      | Image manquante Téléverser                                          |
| Église Saint-Pierre de Bérengeville-la-Campagne                        | Bérengeville-la-Campagne      |         | 49° 06′ 47″ nord, 1° 03′ 54″ est |                |                           |      | Image manquante Téléverser                                          |
| Église Saint-Rémi de Bézu-Saint-Éloi                                   | Bézu-Saint-Éloi               |         | 49° 17′ 42″ nord, 1° 42′ 05″ est | « IA00017823 » |                           |      | Église Saint-Rémi de Bézu-Saint-Éloi                                |
| Église Saint-Martin de Bézu-la-Forêt                                   | Bézu-la-Forêt                 |         | 49° 24′ 29″ nord, 1° 37′ 43″ est | « PA27000026 » |                           |      | Église Saint-Martin de Bézu-la-Forêt                                |
| Église Saint-Martin de Caillouet-Orgeville                             | Caillouet-Orgeville           |         | 49° 00′ 28″ nord, 1° 18′ 31″ est |                |                           |      | Église Saint-Martin de Caillouet-Orgeville                          |
| Église Saint-Remi de Cailly-sur-Eure                                   | Cailly-sur-Eure               |         | 49° 07′ 05″ nord, 1° 12′ 36″ est | « IA00017686 » |                           |      | Église Saint-Remi de Cailly-sur-Eure                                |
| Église Sainte-Clotilde de Calleville                                   | Calleville                    |         | 49° 11′ 36″ nord, 0° 45′ 37″ est |                |                           |      | Église Sainte-Clotilde de Calleville                                |
| Église Notre-Dame de Campigny                                          | Campigny                      |         | 49° 18′ 38″ nord, 0° 33′ 02″ est |                |                           |      | Église Notre-Dame de Campigny                                       |
| Église Saint-Pierre de Canappeville                                    | Canappeville                  |         | 49° 09′ 22″ nord, 1° 05′ 59″ est |                |                           |      | Image manquante Téléverser                                          |
| Église Saint-Martin de Caorches-Saint-Nicolas                          | Caorches-Saint-Nicolas        |         | 49° 04′ 58″ nord, 0° 33′ 10″ est | « IA00018114 » |                           |      | Église Saint-Martin de Caorches-Saint-Nicolas                       |
| Église Saint-Nicolas de Caorches-Saint-Nicolas                         | Caorches-Saint-Nicolas        |         | 49° 04′ 11″ nord, 0° 33′ 20″ est | « IA00018122 » |                           |      | Image manquante Téléverser                                          |
| Église Notre-Dame de Capelle-les-Grands                                | Capelle-les-Grands            |         | 49° 02′ 47″ nord, 0° 28′ 25″ est |                |                           |      | Image manquante Téléverser                                          |
| Prieuré Saint-Nicolas de Capelle-les-Grands                            | Capelle-les-Grands            |         | 49° 03′ 04″ nord, 0° 28′ 17″ est |                |                           |      | Image manquante Téléverser                                          |
| Église Notre-Dame de Caugé                                             | Caugé                         |         | 49° 01′ 28″ nord, 1° 02′ 06″ est |                |                           |      | Église Notre-Dame de Caugé                                          |
| Église Saint-Maclou de Branville                                       | Caugé                         |         | 49° 02′ 14″ nord, 1° 04′ 01″ est |                |                           |      | Image manquante Téléverser                                          |
| Église Notre-Dame-de-l'Assomption de Caumont                           | Caumont                       |         | 49° 22′ 00″ nord, 0° 53′ 55″ est | « IA00018549 » |                           |      | Église Notre-Dame-de-l'Assomption de Caumont                        |
| Église Saint-Julien de Cauverville-en-Roumois                          | Cauverville-en-Roumois        |         | 49° 21′ 04″ nord, 0° 38′ 51″ est | « IA00018562 » |                           |      | Église Saint-Julien de Cauverville-en-Roumois                       |
| Église Notre-Dame de Cesseville                                        | Cesseville                    |         | 49° 10′ 52″ nord, 0° 58′ 42″ est | « PA00099368 » |                           |      | Église Notre-Dame de Cesseville                                     |
| Église Saint-Julien de Chaignes                                        | Chaignes                      |         | 49° 00′ 58″ nord, 1° 26′ 22″ est |                |                           |      | Église Saint-Julien de Chaignes                                     |
| Église Notre-Dame du Theil                                             | Chaise-Dieu-du-Theil          |         | 48° 45′ 58″ nord, 0° 46′ 18″ est |                |                           |      | Église Notre-Dame du Theil                                          |
| Église Notre-Dame de Chamblac                                          | Chamblac                      |         | 48° 59′ 19″ nord, 0° 32′ 38″ est |                |                           |      | Église Notre-Dame de Chamblac                                       |
| Église Notre-Dame de Corneuil                                          | Chambois                      |         | 48° 52′ 54″ nord, 1° 08′ 21″ est |                |                           |      | Église Notre-Dame de Corneuil                                       |
| Église Saint-Barthélemy de Thomer-la-Sôgne                             | Chambois                      |         | 48° 54′ 41″ nord, 1° 10′ 12″ est |                |                           |      | Image manquante Téléverser                                          |
| Église Saint-Martin de Chambord                                        | Chambord                      |         | 48° 53′ 23″ nord, 0° 36′ 31″ est |                |                           |      | Église Saint-Martin de Chambord                                     |
| Église Notre-Dame du Bois-Maillard                                     | Chambord                      |         | 48° 52′ 09″ nord, 0° 37′ 10″ est |                |                           |      | Image manquante Téléverser                                          |
| Église Saint-Ouen du Bois-Penthou                                      | Chambord                      |         | à géolocaliser                   |                |                           |      | Image manquante Téléverser                                          |
| Église Saint-Martin de Chambray                                        | Chambray                      |         | 49° 04′ 21″ nord, 1° 18′ 31″ est | « PA27000005 » |                           |      | Église Saint-Martin de Chambray                                     |
| Église Notre-Dame de Champ-Dolent                                      | Champ-Dolent                  |         | 48° 57′ 36″ nord, 1° 00′ 41″ est | « PA27000081 » |                           |      | Église Notre-Dame de Champ-Dolent                                   |
| Église Saint-Martin de Champigny-la-Futelaye                           | Champigny-la-Futelaye         |         | 48° 51′ 48″ nord, 1° 17′ 49″ est |                |                           |      | Image manquante Téléverser                                          |
| Église Saint-Denis de Charleval                                        | Charleval                     |         | 49° 22′ 11″ nord, 1° 22′ 49″ est | « IA00016845 » |                           |      | Église Saint-Denis de Charleval                                     |
| Église Saint-Michel de Transières                                      | Charleval                     |         | 49° 23′ 29″ nord, 1° 22′ 37″ est | « IA00016847 » |                           |      | Église Saint-Michel de Transières                                   |
| Église Saint-Maclou de Chauvincourt                                    | Chauvincourt-Provemont        |         | 49° 16′ 48″ nord, 1° 38′ 23″ est | « IA00016945 » |                           |      | Église Saint-Maclou de Chauvincourt                                 |
| Église Saint-Sulpice-Saint-Martin de Provemont                         | Chauvincourt-Provemont        |         | 49° 16′ 52″ nord, 1° 37′ 53″ est | « IA00016953 » |                           |      | Image manquante Téléverser                                          |
| Église Saint-Loup de Chavigny-Bailleul                                 | Chavigny-Bailleul             |         | 48° 52′ 36″ nord, 1° 12′ 12″ est |                |                           |      | Image manquante Téléverser                                          |
| Église Notre-Dame de Chennebrun                                        | Chennebrun                    |         | 48° 40′ 49″ nord, 0° 47′ 00″ est |                |                           |      | Église Notre-Dame de Chennebrun                                     |
| Église Saint-Pierre de Chéronvilliers                                  | Chéronvilliers                |         | 48° 47′ 21″ nord, 0° 44′ 25″ est | « PA00099374 » |                           |      | Église Saint-Pierre de Chéronvilliers                               |
| Église Saint-Martin de Claville                                        | Claville                      |         | 49° 02′ 52″ nord, 1° 01′ 11″ est | « PA00099376 » |                           |      | Église Saint-Martin de Claville                                     |
| Église Saint-Germain-d'Auxerre d'Écardenville-sur-Eure                 | Clef Vallée d'Eure            |         | 49° 05′ 59″ nord, 1° 16′ 04″ est | « IA00017704 » |                           |      | Église Saint-Germain-d'Auxerre d'Écardenville-sur-Eure              |
| Église Saint-Paul de La Croix-Saint-Leufroy                            | Clef Vallée d'Eure            |         | 49° 06′ 35″ nord, 1° 14′ 22″ est | « IA00017695 » |                           |      | Église Saint-Paul de La Croix-Saint-Leufroy                         |
| Église Saint-Pierre de Fontaine-Heudebourg                             | Clef Vallée d'Eure            |         | 49° 07′ 46″ nord, 1° 12′ 41″ est | « IA00017711 » |                           |      | Image manquante Téléverser                                          |
| Église Notre-Dame de Collandres                                        | Collandres-Quincarnon         |         | 48° 59′ 49″ nord, 0° 51′ 35″ est |                |                           |      | Église Notre-Dame de Collandres                                     |
| Église Saint-Jacques de Quincarnon                                     | Collandres-Quincarnon         |         | 48° 59′ 38″ nord, 0° 50′ 53″ est |                |                           |      | Église Saint-Jacques de Quincarnon                                  |
| Église Saint-Denis de Colletot                                         | Colletot                      |         | 49° 20′ 59″ nord, 0° 36′ 43″ est |                |                           |      | Église Saint-Denis de Colletot                                      |
| Église Notre-Dame de Combon                                            | Combon                        |         | 49° 06′ 07″ nord, 0° 53′ 11″ est | « IA00018785 » |                           |      | Église Notre-Dame de Combon                                         |
| Église Sainte-Foy de Conches-en-Ouche                                  | Conches-en-Ouche              |         | 48° 57′ 45″ nord, 0° 56′ 31″ est | « PA00099378 » |                           |      | Église Sainte-Foy de Conches-en-Ouche                               |
| Église Saint-Martin de Condé-sur-Risle                                 | Condé-sur-Risle               |         | 49° 18′ 54″ nord, 0° 36′ 52″ est | « IA00019640 » |                           |      | Église Saint-Martin de Condé-sur-Risle                              |
| Église Saint-Vaast de Connelles                                        | Connelles                     |         | 49° 15′ 21″ nord, 1° 16′ 13″ est | « IA00017938 » |                           |      | Église Saint-Vaast de Connelles                                     |
| Église Saint-Maclou de Conteville                                      | Conteville                    |         | 49° 25′ 06″ nord, 0° 23′ 48″ est | « IA00054650 » |                           |      | Église Saint-Maclou de Conteville                                   |
| Église Sainte-Croix de Cormeilles                                      | Cormeilles                    |         | 49° 14′ 53″ nord, 0° 22′ 42″ est | « IA00050066 » |                           |      | Église Sainte-Croix de Cormeilles                                   |
| Église Saint-Paul de Corneville-la-Fouquetière                         | Corneville-la-Fouquetière     |         | 49° 03′ 57″ nord, 0° 42′ 20″ est | « IA00018139 » |                           |      | Image manquante Téléverser                                          |
| Église Notre-Dame de Corneville-sur-Risle                              | Corneville-sur-Risle          |         | 49° 20′ 10″ nord, 0° 35′ 42″ est | « PA00099642 » |                           |      | Église Notre-Dame de Corneville-sur-Risle                           |
| Église Saint-Martin de Coudray                                         | Coudray                       |         | 49° 20′ 13″ nord, 1° 30′ 17″ est | « IA00017074 » |                           |      | Église Saint-Martin de Coudray                                      |
| Église Saint-Martin de Coudres                                         | Coudres                       |         | 48° 51′ 53″ nord, 1° 14′ 51″ est | « PA27000032 » |                           |      | Église Saint-Martin de Coudres                                      |
| Église de Francheville                                                 | Coudres                       |         | 48° 51′ 09″ nord, 1° 12′ 54″ est |                |                           |      | Image manquante Téléverser                                          |
| Église Saint-Martin de Courbépine                                      | Courbépine                    |         | 49° 07′ 37″ nord, 0° 33′ 43″ est | « IA00018148 » |                           |      | Église Saint-Martin de Courbépine                                   |
| Église Notre-Dame-de-Bon-Secours de Courcelles-sur-Seine               | Courcelles-sur-Seine          |         | 49° 10′ 57″ nord, 1° 21′ 33″ est | « IA00017528 » |                           |      | Église Notre-Dame-de-Bon-Secours de Courcelles-sur-Seine            |
| Église Saint-Pierre de Courdemanche                                    | Courdemanche                  |         | 48° 48′ 41″ nord, 1° 16′ 40″ est |                |                           |      | Église Saint-Pierre de Courdemanche                                 |
| Église Saint-Hilaire de Courteilles                                    | Courteilles                   |         | 48° 43′ 46″ nord, 1° 00′ 35″ est |                |                           |      | Image manquante Téléverser                                          |
| Église Saint-Martin de Crasville                                       | Crasville                     |         | 49° 12′ 27″ nord, 1° 04′ 34″ est | « IA00019375 » |                           |      | Image manquante Téléverser                                          |
| Église Saint-Pierre de Crestot                                         | Crestot                       |         | 49° 12′ 17″ nord, 0° 58′ 21″ est |                |                           |      | Église Saint-Pierre de Crestot                                      |
| Église Notre-Dame de Criquebeuf-la-Campagne                            | Criquebeuf-la-Campagne        |         | 49° 12′ 08″ nord, 1° 00′ 16″ est |                |                           |      | Image manquante Téléverser                                          |
| Église Saint-Pierre de Limbeuf                                         | Criquebeuf-la-Campagne        |         | 49° 12′ 33″ nord, 0° 59′ 32″ est |                |                           |      | Image manquante Téléverser                                          |
| Église Notre-Dame de Criquebeuf-sur-Seine                              | Criquebeuf-sur-Seine          |         | 49° 18′ 22″ nord, 1° 05′ 54″ est | « IA00017943 » |                           |      | Image manquante Téléverser                                          |
| Église Saint-Germain de Croisy-sur-Eure                                | Croisy-sur-Eure               |         | 49° 01′ 45″ nord, 1° 20′ 58″ est |                |                           |      | Église Saint-Germain de Croisy-sur-Eure                             |
| Église Saint-Martin de Crosville-la-Vieille                            | Crosville-la-Vieille          |         | 49° 09′ 24″ nord, 0° 55′ 57″ est | « PA00099382 » |                           |      | Église Saint-Martin de Crosville-la-Vieille                         |
| Église Notre-Dame de Croth                                             | Croth                         |         | 48° 50′ 39″ nord, 1° 22′ 45″ est |                |                           |      | Église Notre-Dame de Croth                                          |
| Église Saint-Pierre de Cuverville                                      | Cuverville                    |         | 49° 17′ 14″ nord, 1° 22′ 18″ est | « PA00099383 » |                           |      | Église Saint-Pierre de Cuverville                                   |
| Église Saint-Jean-Baptiste de Dangu                                    | Dangu                         |         | 49° 15′ 02″ nord, 1° 41′ 55″ est | « PA00099387 » |                           |      | Église Saint-Jean-Baptiste de Dangu                                 |
| Église Notre-Dame de Daubeuf-la-Campagne                               | Daubeuf-la-Campagne           |         | 49° 11′ 37″ nord, 1° 01′ 46″ est |                |                           |      | Église Notre-Dame de Daubeuf-la-Campagne                            |
| Église Saint-Martin de Daubeuf-près-Vatteville                         | Daubeuf-près-Vatteville       |         | 49° 15′ 59″ nord, 1° 18′ 06″ est | « IA00017536 » |                           |      | Église Saint-Martin de Daubeuf-près-Vatteville                      |
| Église Notre-Dame de Douains                                           | Douains                       |         | 49° 02′ 25″ nord, 1° 25′ 44″ est | « IA27000184 » |                           |      | Église Notre-Dame de Douains                                        |
| Église Saint-Aubin de Doudeauville-en-Vexin                            | Doudeauville-en-Vexin         |         | 49° 19′ 39″ nord, 1° 35′ 19″ est | « PA00099390 » |                           |      | Église Saint-Aubin de Doudeauville-en-Vexin                         |
| Église de l'Assomption de Douville-sur-Andelle                         | Douville-sur-Andelle          |         | 49° 20′ 21″ nord, 1° 18′ 08″ est | « IA00016818 » |                           |      | Église de l'Assomption de Douville-sur-Andelle                      |
| Église Notre-Dame de Douville-sur-Andelle                              | Douville-sur-Andelle          |         | 49° 20′ 27″ nord, 1° 18′ 07″ est | « IA00016816 » |                           |      | Église Notre-Dame de Douville-sur-Andelle                           |
| Église Saint-Martin de Droisy                                          | Droisy                        |         | 48° 48′ 26″ nord, 1° 08′ 30″ est |                |                           |      | Image manquante Téléverser                                          |
| Église Saint-Pierre de Panlatte                                        | Droisy                        |         | 48° 47′ 46″ nord, 1° 05′ 55″ est |                |                           |      | Église Saint-Pierre de Panlatte                                     |
| Église Notre-Dame de Drucourt                                          | Drucourt                      |         | 49° 06′ 56″ nord, 0° 27′ 53″ est | « PA00099392 » |                           |      | Église Notre-Dame de Drucourt                                       |
| Église Saint-Ouen de Duranville                                        | Duranville                    |         | 49° 08′ 57″ nord, 0° 30′ 36″ est | « PA00099393 » |                           |      | Église Saint-Ouen de Duranville                                     |
| Église Notre-Dame d'Ecquetot                                           | Ecquetot                      |         | 49° 10′ 06″ nord, 1° 00′ 30″ est |                |                           |      | Église Notre-Dame d'Ecquetot                                        |
| Église Saint-Pierre de Fains                                           | Fains                         |         | 48° 59′ 48″ nord, 1° 23′ 13″ est |                |                           |      | Église Saint-Pierre de Fains                                        |
| Église Saint-Vaast de Farceaux                                         | Farceaux                      |         | 49° 17′ 22″ nord, 1° 31′ 13″ est | « IA00016965 » |                           |      | Image manquante Téléverser                                          |
| Église Saint-Martin de Fatouville-Grestain                             | Fatouville-Grestain           |         | 49° 24′ 20″ nord, 0° 19′ 38″ est | « PA00099410 » |                           |      | Église Saint-Martin de Fatouville-Grestain                          |
| Église Notre-Dame de Faverolles-la-Campagne                            | Faverolles-la-Campagne        |         | 49° 00′ 36″ nord, 0° 55′ 37″ est |                |                           |      | Image manquante Téléverser                                          |
| Église Sainte-Christine de Ferrières-Haut-Clocher                      | Ferrières-Haut-Clocher        |         | 49° 01′ 15″ nord, 0° 58′ 53″ est | « PA00099415 » |                           |      | Église Sainte-Christine de Ferrières-Haut-Clocher                   |
| Église Saint-Hilaire de Ferrières-Saint-Hilaire                        | Ferrières-Saint-Hilaire       |         | 49° 01′ 54″ nord, 0° 34′ 05″ est |                |                           |      | Église Saint-Hilaire de Ferrières-Saint-Hilaire                     |
| Église Saint-Amand de Feuguerolles                                     | Feuguerolles                  |         | 49° 07′ 53″ nord, 1° 02′ 56″ est |                |                           |      | Église Saint-Amand de Feuguerolles                                  |
| Église Saint-Georges de Fiquefleur                                     | Fiquefleur-Équainville        |         | 49° 23′ 25″ nord, 0° 18′ 36″ est | « PA00099641 » |                           |      | Église Saint-Georges de Fiquefleur                                  |
| Église Saint-Pierre d'Équainville                                      | Fiquefleur-Équainville        |         | 49° 23′ 25″ nord, 0° 18′ 37″ est | « IA00054633 » |                           |      | Église Saint-Pierre d'Équainville                                   |
| Église de la Sainte-Trinité de Flancourt-Crescy-en-Roumois             | Flancourt-Crescy-en-Roumois   |         | 49° 19′ 22″ nord, 0° 48′ 27″ est | « IA00018399 » |                           |      | Église de la Sainte-Trinité de Flancourt-Crescy-en-Roumois          |
| Église Saint-Lubin de Catelon                                          | Flancourt-Crescy-en-Roumois   |         | 49° 19′ 33″ nord, 0° 44′ 43″ est | « IA00018466 » |                           |      | Église Saint-Lubin de Catelon                                       |
| Église Saint-Ouen de Flancourt-Catelon                                 | Flancourt-Crescy-en-Roumois   |         | 49° 19′ 54″ nord, 0° 46′ 24″ est | « IA00018467 » |                           |      | Église Saint-Ouen de Flancourt-Catelon                              |
| Église Saint-Ouen d'Épreville-en-Roumois                               | Flancourt-Crescy-en-Roumois   |         | 49° 19′ 12″ nord, 0° 46′ 14″ est | « IA00018455 » |                           |      | Église Saint-Ouen d'Épreville-en-Roumois                            |
| Église Saint-Denis de Fleury-la-Forêt                                  | Fleury-la-Forêt               |         | 49° 25′ 10″ nord, 1° 33′ 22″ est | « IA00016861 » |                           |      | Église Saint-Denis de Fleury-la-Forêt                               |
| Église Notre-Dame-de-la-Vallée de Fleury-sur-Andelle                   | Fleury-sur-Andelle            |         | 49° 21′ 46″ nord, 1° 21′ 16″ est | « IA00017432 » |                           |      | Église Notre-Dame-de-la-Vallée de Fleury-sur-Andelle                |
| Église Saint-Vaast de Flipou                                           | Flipou                        |         | 49° 18′ 54″ nord, 1° 16′ 45″ est | « IA00016820 » |                           |      | Église Saint-Vaast de Flipou                                        |
| Église Notre-Dame de Folleville                                        | Folleville                    |         | 49° 09′ 16″ nord, 0° 30′ 19″ est |                |                           |      | Église Notre-Dame de Folleville                                     |
| Église Saint-Quentin de Fontaine-Bellenger                             | Fontaine-Bellenger            |         | 49° 11′ 09″ nord, 1° 15′ 35″ est | « IA00017707 » |                           |      | Image manquante Téléverser                                          |
| Église Saint-Jean-Baptiste de Fontaine-l'Abbé                          | Fontaine-l'Abbé               |         | 49° 05′ 26″ nord, 0° 41′ 39″ est | « IA00018160 » |                           |      | Église Saint-Jean-Baptiste de Fontaine-l'Abbé                       |
| Église Saint-Arnoul de Fontaine-la-Louvet                              | Fontaine-la-Louvet            |         | 49° 09′ 57″ nord, 0° 26′ 59″ est |                |                           |      | Église Saint-Arnoul de Fontaine-la-Louvet                           |
| Église Notre-Dame de Fontaine-sous-Jouy                                | Fontaine-sous-Jouy            |         | 49° 03′ 59″ nord, 1° 17′ 36″ est |                |                           |      | Église Notre-Dame de Fontaine-sous-Jouy                             |
| Église Saint-Jean-Baptiste de Fort-Moville                             | Fort-Moville                  |         | 49° 20′ 02″ nord, 0° 25′ 09″ est | « IA00054601 » |                           |      | Église Saint-Jean-Baptiste de Fort-Moville                          |
| Église Sainte-Waldeburge de Foucrainville                              | Foucrainville                 |         | 48° 55′ 49″ nord, 1° 19′ 21″ est |                |                           |      | Image manquante Téléverser                                          |
| Église Saint-Martin-et-Saint-Pierre de Foulbec                         | Foulbec                       |         | 49° 24′ 06″ nord, 0° 25′ 17″ est | « PA00099421 » |                           |      | Église Saint-Martin-et-Saint-Pierre de Foulbec                      |
| Église Notre-Dame de Fouqueville                                       | Fouqueville                   |         | 49° 13′ 04″ nord, 0° 56′ 53″ est |                |                           |      | Image manquante Téléverser                                          |
| Église Notre-Dame de Franqueville                                      | Franqueville                  |         | 49° 10′ 21″ nord, 0° 41′ 28″ est |                |                           |      | Église Notre-Dame de Franqueville                                   |
| Église Saint-Martin de Fresne-l'Archevêque                             | Frenelles-en-Vexin            |         | 49° 17′ 41″ nord, 1° 24′ 13″ est | « PA00099425 » |                           |      | Église Saint-Martin de Fresne-l'Archevêque                          |
| Église Saint-Martin de Boisemont                                       | Frenelles-en-Vexin            |         | 49° 17′ 16″ nord, 1° 29′ 56″ est | « IA00017505 » |                           |      | Église Saint-Martin de Boisemont                                    |
| Église de la Sainte-Trinité de Corny                                   | Frenelles-en-Vexin            |         | 49° 17′ 00″ nord, 1° 27′ 34″ est | « IA00017521 » |                           |      | Église de la Sainte-Trinité de Corny                                |
| Église Saint-Ouen de Freneuse-sur-Risle                                | Freneuse-sur-Risle            |         | 49° 15′ 07″ nord, 0° 40′ 18″ est | « IA00019655 » |                           |      | Église Saint-Ouen de Freneuse-sur-Risle                             |
| Église Notre-Dame de Fresne-Cauverville                                | Fresne-Cauverville            |         | 49° 12′ 03″ nord, 0° 27′ 48″ est | « IA00050134 » |                           |      | Église Notre-Dame de Fresne-Cauverville                             |
| Église Saint-Pierre de Fresney                                         | Fresney                       |         | 48° 57′ 00″ nord, 1° 18′ 09″ est |                |                           |      | Église Saint-Pierre de Fresney                                      |
| Église Saint-Denis-et-Saint-Martin de Gadencourt                       | Gadencourt                    |         | 48° 58′ 36″ nord, 1° 24′ 07″ est |                |                           |      | Église Saint-Denis-et-Saint-Martin de Gadencourt                    |
| Église Saint-Ouen de Gaillon                                           | Gaillon                       |         | 49° 09′ 38″ nord, 1° 19′ 52″ est | « IA00017633 » |                           |      | Église Saint-Ouen de Gaillon                                        |
| Église Notre-Dame de Gamaches-en-Vexin                                 | Gamaches-en-Vexin             |         | 49° 16′ 14″ nord, 1° 37′ 00″ est | « IA00017081 » |                           |      | Église Notre-Dame de Gamaches-en-Vexin                              |
| Église Saint-Aignan de Garennes-sur-Eure                               | Garennes-sur-Eure             |         | 48° 54′ 39″ nord, 1° 26′ 18″ est |                |                           |      | Église Saint-Aignan de Garennes-sur-Eure                            |
| Église Saint-Martin de Gasny                                           | Gasny                         |         | 49° 05′ 19″ nord, 1° 36′ 25″ est | « IA00017228 » |                           |      | Église Saint-Martin de Gasny                                        |
| Église Saint-Pierre de Gauciel                                         | Gauciel                       |         | 49° 01′ 55″ nord, 1° 14′ 30″ est |                |                           |      | Église Saint-Pierre de Gauciel                                      |
| Église Saint-André de Gauville-la-Campagne                             | Gauville-la-Campagne          |         | 49° 03′ 09″ nord, 1° 05′ 09″ est |                |                           |      | Image manquante Téléverser                                          |
| Collégiale Saint-Gervais-Saint-Protais de Gisors                       | Gisors                        |         | 49° 16′ 45″ nord, 1° 46′ 33″ est | « PA00099431 » |                           |      | Collégiale Saint-Gervais-Saint-Protais de Gisors                    |
| Église de la maison de retraite, ancien couvent de Gisors              | Gisors                        |         | 49° 16′ 41″ nord, 1° 46′ 46″ est |                |                           |      | Église de la maison de retraite, ancien couvent de Gisors           |
| Église Sainte-Radegonde de Giverny                                     | Giverny                       |         | 49° 04′ 39″ nord, 1° 31′ 25″ est | « PA00099434 » |                           |      | Église Sainte-Radegonde de Giverny                                  |
| Église Notre-Dame de Giverville                                        | Giverville                    |         | 49° 11′ 44″ nord, 0° 34′ 04″ est |                |                           |      | Église Notre-Dame de Giverville                                     |
| Église Notre-Dame de Glisolles                                         | Glisolles                     |         | 48° 59′ 02″ nord, 1° 01′ 11″ est |                |                           |      | Image manquante Téléverser                                          |
| Église Saint-Vincent de Glos-sur-Risle                                 | Glos-sur-Risle                |         | 49° 16′ 03″ nord, 0° 40′ 47″ est | « IA00019660 » |                           |      | Église Saint-Vincent de Glos-sur-Risle                              |
| Église Notre-Dame de Goupillières                                      | Goupil-Othon                  |         | 49° 07′ 39″ nord, 0° 45′ 39″ est | « PA00099436 » |                           |      | Église Notre-Dame de Goupillières                                   |
| Église Saint-Germain du Tilleul-Othon                                  | Goupil-Othon                  |         | 49° 06′ 54″ nord, 0° 47′ 22″ est | « PA00099586 » |                           |      | Église Saint-Germain du Tilleul-Othon                               |
| Église Saint-Lambert de Gournay-le-Guérin                              | Gournay-le-Guérin             |         | 48° 42′ 25″ nord, 0° 46′ 35″ est |                |                           |      | Église Saint-Lambert de Gournay-le-Guérin                           |
| Église Saint-Gilles de Gournay-le-Guérin                               | Gournay-le-Guérin             |         | 48° 43′ 34″ nord, 0° 46′ 34″ est |                |                           |      | Église Saint-Gilles de Gournay-le-Guérin                            |
| Église Saint-Ouen d'Infreville                                         | Grand Bourgtheroulde          |         | 49° 18′ 37″ nord, 0° 52′ 14″ est | « PA00099356 » |                           |      | Église Saint-Ouen d'Infreville                                      |
| Église Saint-Laurent de Bourgtheroulde                                 | Grand Bourgtheroulde          |         | 49° 17′ 56″ nord, 0° 52′ 26″ est |                |                           |      | Église Saint-Laurent de Bourgtheroulde                              |
| Église Saint-Ouen de Bosc-Bénard-Commin                                | Grand Bourgtheroulde          |         | 49° 19′ 06″ nord, 0° 51′ 13″ est | « IA00018394 » |                           |      | Église Saint-Ouen de Bosc-Bénard-Commin                             |
| Église Saint-Philibert de Thuit-Hébert                                 | Grand Bourgtheroulde          |         | 49° 19′ 22″ nord, 0° 49′ 53″ est | « IA00018500 » |                           |      | Église Saint-Philibert de Thuit-Hébert                              |
| Église Saint-Sauveur de Boscherville                                   | Grand Bourgtheroulde          |         | 49° 16′ 33″ nord, 0° 53′ 10″ est |                |                           |      | Église Saint-Sauveur de Boscherville                                |
| Église Saint-Pierre de Grand-Camp                                      | Grand-Camp                    |         | 49° 02′ 49″ nord, 0° 31′ 40″ est |                |                           |      | Image manquante Téléverser                                          |
| Église Saint-Barthélemy de Graveron                                    | Graveron-Sémerville           |         | 49° 05′ 41″ nord, 0° 58′ 23″ est |                |                           |      | Église Saint-Barthélemy de Graveron                                 |
| Église Saint-Médard de Sémerville                                      | Graveron-Sémerville           |         | 47° 55′ 58″ nord, 1° 22′ 42″ est |                |                           |      | Image manquante Téléverser                                          |
| Église Saint-Sulpice de Gravigny                                       | Gravigny                      |         | 49° 02′ 50″ nord, 1° 09′ 56″ est |                |                           |      | Église Saint-Sulpice de Gravigny                                    |
| Église Saint-Léger de Grosley-sur-Risle                                | Grosley-sur-Risle             |         | 49° 02′ 44″ nord, 0° 48′ 04″ est | « PA00099439 » |                           |      | Église Saint-Léger de Grosley-sur-Risle                             |
| Église Saint-Pierre de Grossœuvre                                      | Grossœuvre                    |         | 48° 56′ 10″ nord, 1° 12′ 02″ est |                |                           |      | Église Saint-Pierre de Grossœuvre                                   |
| Église Notre-Dame de Guerny                                            | Guerny                        |         | 49° 13′ 15″ nord, 1° 40′ 50″ est | « PA00099440 » |                           |      | Église Notre-Dame de Guerny                                         |
| Église des Trois-Marie de Guichainville                                | Guichainville                 |         | 48° 58′ 40″ nord, 1° 11′ 14″ est |                |                           |      | Église des Trois-Marie de Guichainville                             |
| Église Saint-Denis de Guiseniers                                       | Guiseniers                    |         | 49° 13′ 00″ nord, 1° 28′ 54″ est | « PA00099441 » |                           |      | Église Saint-Denis de Guiseniers                                    |
| Église Saint-Lucien d'Hacqueville                                      | Hacqueville                   |         | 49° 16′ 51″ nord, 1° 33′ 11″ est | « IA00016961 » |                           |      | Église Saint-Lucien d'Hacqueville                                   |
| Église Saint-Candé-Sainte-Agathe de Douxmesnil                         | Hacqueville                   |         | 49° 16′ 45″ nord, 1° 34′ 01″ est | « IA00017085 » |                           |      | Image manquante Téléverser                                          |
| Église Saint-Ouen d'Harcourt                                           | Harcourt                      |         | 49° 10′ 01″ nord, 0° 47′ 07″ est | « PA00099444 » |                           |      | Église Saint-Ouen d'Harcourt                                        |
| Église Saint-Sulpice de Chrétienville                                  | Harcourt                      |         | 49° 09′ 18″ nord, 0° 45′ 35″ est |                |                           |      | Image manquante Téléverser                                          |
| Église Saint-Martin de Hardencourt-Cocherel                            | Hardencourt-Cocherel          |         | 49° 02′ 28″ nord, 1° 18′ 52″ est |                |                           |      | Image manquante Téléverser                                          |
| Église Saint-Pierre d'Harquency                                        | Harquency                     |         | 49° 15′ 17″ nord, 1° 28′ 59″ est | « IA00017558 » |                           |      | Église Saint-Pierre d'Harquency                                     |
| Église Notre-Dame de Travailles                                        | Harquency                     |         | 49° 14′ 46″ nord, 1° 31′ 19″ est | « IA00017562 » |                           |      | Image manquante Téléverser                                          |
| Église Saint-Paer d'Hauville                                           | Hauville                      |         | 49° 23′ 51″ nord, 0° 46′ 16″ est | « IA00018591 » |                           |      | Église Saint-Paer d'Hauville                                        |
| Église Saint-Just d'Hecmanville                                        | Hecmanville                   |         | 49° 10′ 26″ nord, 0° 39′ 36″ est |                |                           |      | Église Saint-Just d'Hecmanville                                     |
| Église Saint-Taurin d'Hectomare                                        | Hectomare                     |         | 49° 11′ 19″ nord, 0° 56′ 58″ est |                |                           |      | Église Saint-Taurin d'Hectomare                                     |
| Église Saint-Pierre d'Hennezis                                         | Hennezis                      |         | 49° 11′ 36″ nord, 1° 27′ 49″ est | « IA00017570 » |                           |      | Image manquante Téléverser                                          |
| Église Saint-Germain d'Herqueville                                     | Herqueville                   |         | 49° 14′ 45″ nord, 1° 15′ 54″ est | « IA00017958 » |                           |      | Église Saint-Germain d'Herqueville                                  |
| Église Notre-Dame d'Heubécourt                                         | Heubécourt-Haricourt          |         | 49° 08′ 10″ nord, 1° 33′ 39″ est | « IA00017245 » |                           |      | Église Notre-Dame d'Heubécourt                                      |
| Église Saint-Valérien d'Heudebouville                                  | Heudebouville                 |         | 49° 11′ 38″ nord, 1° 14′ 26″ est | « IA00019310 » |                           |      | Église Saint-Valérien d'Heudebouville                               |
| Église Saint-Sulpice d'Heudicourt                                      | Heudicourt                    |         | 49° 20′ 08″ nord, 1° 39′ 42″ est | « PA00099453 » |                           |      | Église Saint-Sulpice d'Heudicourt                                   |
| Église Saint-Pierre d'Heudreville-en-Lieuvin                           | Heudreville-en-Lieuvin        |         | 49° 11′ 45″ nord, 0° 30′ 07″ est |                |                           |      | Église Saint-Pierre d'Heudreville-en-Lieuvin                        |
| Église Notre-Dame d'Heudreville-sur-Eure                               | Heudreville-sur-Eure          |         | 49° 08′ 26″ nord, 1° 11′ 19″ est | « IA00017714 » |                           |      | Église Notre-Dame d'Heudreville-sur-Eure                            |
| Église Saint-Germain d'Heuqueville                                     | Heuqueville                   |         | 49° 17′ 10″ nord, 1° 20′ 20″ est | « IA00017578 » |                           |      | Église Saint-Germain d'Heuqueville                                  |
| Église Saint-Saturnin d'Hondouville                                    | Hondouville                   |         | 49° 08′ 18″ nord, 1° 07′ 01″ est | « IA00019299 » |                           |      | Église Saint-Saturnin d'Hondouville                                 |
| Église Notre-Dame d'Honguemare                                         | Honguemare-Guenouville        |         | 49° 22′ 22″ nord, 0° 49′ 03″ est | « IA00018627 » |                           |      | Église Notre-Dame d'Honguemare                                      |
| Église Notre-Dame d'Houetteville                                       | Houetteville                  |         | 49° 07′ 42″ nord, 1° 06′ 35″ est | « PA00099455 » |                           |      | Église Notre-Dame d'Houetteville                                    |
| Église Notre-Dame de Cocherel                                          | Houlbec-Cocherel              |         | 49° 03′ 09″ nord, 1° 20′ 25″ est | « IA27000085 » |                           |      | Église Notre-Dame de Cocherel                                       |
| Église Saint-Pierre du Bas-Houlbec                                     | Houlbec-Cocherel              |         | 49° 04′ 20″ nord, 1° 21′ 28″ est | « IA27000084 » |                           |      | Église Saint-Pierre du Bas-Houlbec                                  |
| Église Saint-Gervais-et-Saint-Protais d'Houville-en-Vexin              | Houville-en-Vexin             |         | 49° 17′ 48″ nord, 1° 21′ 16″ est | « IA00016854 » |                           |      | Église Saint-Gervais-et-Saint-Protais d'Houville-en-Vexin           |
| Église Saint-Martin de Marcouville                                     | Houville-en-Vexin             |         | 49° 18′ 11″ nord, 1° 22′ 22″ est |                |                           |      | Image manquante Téléverser                                          |
| Église Saint-Pierre d'Huest                                            | Huest                         |         | 49° 02′ 17″ nord, 1° 12′ 27″ est |                |                           |      | Église Saint-Pierre d'Huest                                         |
| Église Saint-Laurent d'Hébécourt                                       | Hébécourt                     |         | 49° 20′ 55″ nord, 1° 42′ 59″ est | « PA00099448 » |                           |      | Église Saint-Laurent d'Hébécourt                                    |
| Église Saint-Taurin d'Hécourt                                          | Hécourt                       |         | 48° 58′ 43″ nord, 1° 25′ 16″ est |                |                           |      | Église Saint-Taurin d'Hécourt                                       |
| Église Saint-Pierre d'Igoville                                         | Igoville                      |         | 49° 19′ 10″ nord, 1° 08′ 53″ est | « IA00017960 » |                           |      | Image manquante Téléverser                                          |
| Église Saint-Médard d'Illeville-sur-Montfort                           | Illeville-sur-Montfort        |         | 49° 19′ 36″ nord, 0° 43′ 34″ est | « PA00099456 » |                           |      | Église Saint-Médard d'Illeville-sur-Montfort                        |
| Église Saint-Pierre d'Incarville                                       | Incarville                    |         | 49° 14′ 08″ nord, 1° 10′ 45″ est | « IA00019290 » |                           |      | Église Saint-Pierre d'Incarville                                    |
| Église Sainte-Colombe d'Irreville                                      | Irreville                     |         | 49° 05′ 41″ nord, 1° 12′ 12″ est |                |                           |      | Image manquante Téléverser                                          |
| Église Notre-Dame d'Iville                                             | Iville                        |         | 49° 10′ 38″ nord, 0° 55′ 40″ est | « PA00099458 » |                           |      | Église Notre-Dame d'Iville                                          |
| Église Saint-Martin d'Ivry-la-Bataille                                 | Ivry-la-Bataille              |         | 48° 52′ 58″ nord, 1° 27′ 29″ est | « PA00099461 » |                           |      | Église Saint-Martin d'Ivry-la-Bataille                              |
| Église Saint-Pierre de Jouy-sur-Eure                                   | Jouy-sur-Eure                 |         | 49° 02′ 51″ nord, 1° 18′ 17″ est | « PA00099464 » |                           |      | Église Saint-Pierre de Jouy-sur-Eure                                |
| Église Saint-Pierre de La Selle                                        | Juignettes                    |         | 48° 51′ 15″ nord, 0° 38′ 25″ est | « PA27000028 » |                           |      | Église Saint-Pierre de La Selle                                     |
| Église Saint-Maurice de Juignettes                                     | Juignettes                    |         | 48° 50′ 41″ nord, 0° 39′ 17″ est |                |                           |      | Image manquante Téléverser                                          |
| Église Saint-Étienne de Jumelles                                       | Jumelles                      |         | 48° 54′ 51″ nord, 1° 12′ 32″ est |                |                           |      | Église Saint-Étienne de Jumelles                                    |
| Église Saint-Jean de L'Hosmes                                          | L'Hosmes                      |         | 48° 47′ 20″ nord, 1° 01′ 56″ est |                |                           |      | Image manquante Téléverser                                          |
| Église Saint-Arnoul de Garencières                                     | La Baronnie                   |         | 48° 57′ 19″ nord, 1° 15′ 56″ est |                |                           |      | Église Saint-Arnoul de Garencières                                  |
| Église Saint-Pierre de Quessigny                                       | La Baronnie                   |         | 48° 55′ 48″ nord, 1° 16′ 11″ est |                |                           |      | Image manquante Téléverser                                          |
| Église Saint-Jacques dite Saint-Jacques-de-Compostelle de La Boissière | La Boissière                  |         | 48° 56′ 42″ nord, 1° 22′ 08″ est |                |                           |      | Image manquante Téléverser                                          |
| Église Saint-Pierre de La Bonneville-sur-Iton                          | La Bonneville-sur-Iton        |         | 48° 59′ 25″ nord, 1° 02′ 15″ est |                |                           |      | Image manquante Téléverser                                          |
| Église de l'abbaye Notre-Dame de la Noé                                | La Bonneville-sur-Iton        |         | 48° 59′ 44″ nord, 1° 02′ 42″ est |                |                           |      | Église de l'abbaye Notre-Dame de la Noé                             |
| Église Saint-Martin de La Chapelle-Bayvel                              | La Chapelle-Bayvel            |         | 49° 16′ 20″ nord, 0° 24′ 07″ est | « IA00050116 » |                           |      | Église Saint-Martin de La Chapelle-Bayvel                           |
| Église Notre-Dame de La Chapelle-Gauthier                              | La Chapelle-Gauthier          |         | 48° 59′ 12″ nord, 0° 27′ 44″ est |                |                           |      | Église Notre-Dame de La Chapelle-Gauthier                           |
| Église Saint-Laurent de Saint-Laurent des Grès                         | La Chapelle-Gauthier          |         | 48° 58′ 33″ nord, 0° 26′ 44″ est |                |                           |      | Image manquante Téléverser                                          |
| Église Saint-Pierre de La Chapelle-Hareng                              | La Chapelle-Hareng            |         | 49° 06′ 52″ nord, 0° 24′ 50″ est |                |                           |      | Église Saint-Pierre de La Chapelle-Hareng                           |
| Église Saint-Pierre de Saint-Pierre-d'Autils                           | La Chapelle-Longueville       |         | 49° 07′ 09″ nord, 1° 26′ 13″ est | « PA00099567 » |                           |      | Église Saint-Pierre de Saint-Pierre-d'Autils                        |
| Église de la Nativité-de-Notre-Dame de La Chapelle-Réanville           | La Chapelle-Longueville       |         | 49° 05′ 49″ nord, 1° 22′ 44″ est | « IA27000145 » |                           |      | Église de la Nativité-de-Notre-Dame de La Chapelle-Réanville        |
| Église Saint-Just de Saint-Just (Eure)                                 | La Chapelle-Longueville       |         | 49° 06′ 30″ nord, 1° 26′ 28″ est | « IA27000101 » |                           |      | Église Saint-Just de Saint-Just (Eure)                              |
| Église Saint-Nicolas de La Chapelle-du-Bois-des-Faulx                  | La Chapelle-du-Bois-des-Faulx |         | 49° 06′ 45″ nord, 1° 10′ 01″ est |                |                           |      | Image manquante Téléverser                                          |
| Église Notre-Dame de la Couture                                        | La Couture-Boussey            |         | 48° 53′ 50″ nord, 1° 24′ 31″ est |                |                           |      | Image manquante Téléverser                                          |
| Église Saint-Martin de La Croisille                                    | La Croisille                  |         | 48° 58′ 28″ nord, 0° 58′ 44″ est |                |                           |      | Image manquante Téléverser                                          |
| Église Saint-Georges de La Ferrière-sur-Risle                          | La Ferrière-sur-Risle         |         | 48° 58′ 40″ nord, 0° 47′ 08″ est | « PA00099412 » |                           |      | Église Saint-Georges de La Ferrière-sur-Risle                       |
| Église Notre-Dame de La Forêt-du-Parc                                  | La Forêt-du-Parc              |         | 48° 55′ 40″ nord, 1° 14′ 23″ est |                |                           |      | Église Notre-Dame de La Forêt-du-Parc                               |
| Église Saint-Sulpice de La Goulafrière                                 | La Goulafrière                |         | 48° 56′ 57″ nord, 0° 26′ 12″ est |                |                           |      | Image manquante Téléverser                                          |
| Église Saint-Christophe de La Harengère                                | La Harengère                  |         | 49° 13′ 56″ nord, 0° 59′ 53″ est |                |                           |      | Église Saint-Christophe de La Harengère                             |
| Église Saint-Léger de La Haye-Aubrée                                   | La Haye-Aubrée                |         | 49° 23′ 16″ nord, 0° 41′ 33″ est | « PA00099447 » |                           |      | Église Saint-Léger de La Haye-Aubrée                                |
| Église Saint-Nicolas de La Haye-Malherbe                               | La Haye-Malherbe              |         | 49° 13′ 23″ nord, 1° 03′ 50″ est | « IA00019326 » |                           |      | Image manquante Téléverser                                          |
| Église Saint-Sylvestre de La Haye-Saint-Sylvestre                      | La Haye-Saint-Sylvestre       |         | 48° 54′ 31″ nord, 0° 36′ 28″ est |                |                           |      | Église Saint-Sylvestre de La Haye-Saint-Sylvestre                   |
| Église Saint-Nicolas de La Haye-de-Calleville                          | La Haye-de-Calleville         |         | 49° 11′ 03″ nord, 0° 47′ 02″ est |                |                           |      | Église Saint-Nicolas de La Haye-de-Calleville                       |
| Église Notre-Dame de La Haye-de-Routot                                 | La Haye-de-Routot             |         | 49° 24′ 16″ nord, 0° 43′ 34″ est | « IA00018622 » |                           |      | Église Notre-Dame de La Haye-de-Routot                              |
| Église Saint-Ursin de La Haye-du-Theil                                 | La Haye-du-Theil              |         | 49° 14′ 04″ nord, 0° 52′ 36″ est |                |                           |      | Église Saint-Ursin de La Haye-du-Theil                              |
| Église Notre-Dame de La Haye-le-Comte                                  | La Haye-le-Comte              |         | 49° 11′ 58″ nord, 1° 08′ 57″ est |                |                           |      | Image manquante Téléverser                                          |
| Église Saint-Jean-Baptiste de La Heunière                              | La Heunière                   |         | 49° 03′ 43″ nord, 1° 24′ 44″ est | « IA27000155 » |                           |      | Église Saint-Jean-Baptiste de La Heunière                           |
| Église Saint-Aignan de La Houssaye                                     | La Houssaye                   |         | 48° 59′ 35″ nord, 0° 48′ 10″ est | « IA00018816 » |                           |      | Église Saint-Aignan de La Houssaye                                  |
| Église Saint-Pierre-de-La-Lande de La Lande-Saint-Léger                | La Lande-Saint-Léger          |         | 49° 17′ 59″ nord, 0° 21′ 48″ est | « IA00054683 » |                           |      | Église Saint-Pierre-de-La-Lande de La Lande-Saint-Léger             |
| Église Sainte-Madeleine de La Madeleine-de-Nonancourt                  | La Madeleine-de-Nonancourt    |         | 48° 46′ 25″ nord, 1° 12′ 09″ est |                |                           |      | Église Sainte-Madeleine de La Madeleine-de-Nonancourt               |
| Église Saint-Pierre-aux-Liens de La Neuve-Grange                       | La Neuve-Grange               |         | 49° 21′ 36″ nord, 1° 33′ 30″ est | « IA00016949 » |                           |      | Image manquante Téléverser                                          |
| Église Saint-Gilles de La Neuve-Lyre                                   | La Neuve-Lyre                 |         | 48° 54′ 28″ nord, 0° 44′ 55″ est |                |                           |      | Église Saint-Gilles de La Neuve-Lyre                                |
| Église Sainte-Catherine de La Neuville-du-Bosc                         | La Neuville-du-Bosc           |         | 49° 11′ 39″ nord, 0° 48′ 35″ est |                |                           |      | Église Sainte-Catherine de La Neuville-du-Bosc                      |
| Église Saint-Ouen de La Noë-Poulain                                    | La Noë-Poulain                |         | 49° 15′ 57″ nord, 0° 31′ 01″ est | « IA00051077 » |                           |      | Église Saint-Ouen de La Noë-Poulain                                 |
| Église Saint-Pierre de La Poterie-Mathieu                              | La Poterie-Mathieu            |         | 49° 15′ 39″ nord, 0° 31′ 55″ est | « IA00051069 » |                           |      | Église Saint-Pierre de La Poterie-Mathieu                           |
| Église Saint-Léonard de La Pyle                                        | La Pyle                       |         | 49° 12′ 00″ nord, 0° 54′ 09″ est |                |                           |      | Église Saint-Léonard de La Pyle                                     |
| Église Saint-Martin de La Roquette                                     | La Roquette                   |         | 49° 15′ 04″ nord, 1° 20′ 46″ est | « PA00099535 » |                           |      | Église Saint-Martin de La Roquette                                  |
| Collégiale Saint-Louis de La Saussaye                                  | La Saussaye                   |         | 49° 15′ 31″ nord, 0° 59′ 01″ est |                |                           |      | Collégiale Saint-Louis de La Saussaye                               |
| Église Saint-Martin de Saint-Martin la Corneille                       | La Saussaye                   |         | 49° 14′ 54″ nord, 0° 58′ 43″ est |                |                           |      | Image manquante Téléverser                                          |
| Église Saint-Martin de Saint-Martin la Corneille                       | La Saussaye                   |         | 49° 14′ 54″ nord, 0° 58′ 43″ est |                |                           |      | Image manquante Téléverser                                          |
| Église de la Sainte-Trinité de La Trinité-de-Réville                   | La Trinité-de-Réville         |         | 48° 58′ 13″ nord, 0° 30′ 47″ est |                |                           |      | Image manquante Téléverser                                          |
| Église de la Sainte-Trinité de La Trinité-de-Thouberville              | La Trinité-de-Thouberville    |         | 49° 21′ 56″ nord, 0° 52′ 33″ est | « PA00099593 » |                           |      | Église de la Sainte-Trinité de La Trinité-de-Thouberville           |
| Église Saint-Germain-d'Auxerre de La Vacherie                          | La Vacherie                   |         | 49° 07′ 44″ nord, 1° 07′ 29″ est | « IA00019210 » |                           |      | Église Saint-Germain-d'Auxerre de La Vacherie                       |
| Église Saint-Gilles-Saint-Loup de Champignolles                        | La Vieille-Lyre               |         | 48° 57′ 21″ nord, 0° 45′ 40″ est |                |                           |      | Église Saint-Gilles-Saint-Loup de Champignolles                     |
| Église Saint-Pierre de La Vieille-Lyre                                 | La Vieille-Lyre               |         | 48° 55′ 05″ nord, 0° 44′ 56″ est |                |                           |      | Église Saint-Pierre de La Vieille-Lyre                              |
| Église Notre-Dame-et-Saint-Lubin de Launay                             | Launay                        |         | 49° 06′ 14″ nord, 0° 44′ 30″ est | « IA00018821 » |                           |      | Image manquante Téléverser                                          |
| Église Saint-André du Bec-Hellouin                                     | Le Bec-Hellouin               |         | 49° 13′ 53″ nord, 0° 43′ 16″ est |                |                           |      | Église Saint-André du Bec-Hellouin                                  |
| Église Saint-Martin de Saint-Martin-du-Parc                            | Le Bec-Hellouin               |         | 49° 12′ 58″ nord, 0° 44′ 38″ est |                |                           |      | Image manquante Téléverser                                          |
| Église Saint-Jean-Baptiste du Bec-Thomas                               | Le Bec-Thomas                 |         | 49° 14′ 31″ nord, 0° 58′ 15″ est |                |                           |      | Image manquante Téléverser                                          |
| Église Notre-Dame du Bois-Hellain                                      | Le Bois-Hellain               |         | 49° 16′ 43″ nord, 0° 23′ 21″ est | « IA00050106 » |                           |      | Église Notre-Dame du Bois-Hellain                                   |
| Église Saint-Georges du Gros-Theil                                     | Le Bosc du Theil              |         | 49° 13′ 35″ nord, 0° 50′ 29″ est |                |                           |      | Église Saint-Georges du Gros-Theil                                  |
| Église Saint-Nicolas de Saint-Nicolas-du-Bosc                          | Le Bosc du Theil              |         | 49° 12′ 43″ nord, 0° 52′ 09″ est |                |                           |      | Église Saint-Nicolas de Saint-Nicolas-du-Bosc                       |
| Église Saint-André du Boulay-Morin                                     | Le Boulay-Morin               |         | 49° 04′ 54″ nord, 1° 10′ 54″ est |                |                           |      | Église Saint-André du Boulay-Morin                                  |
| Église de la Nativité-de-Notre-Dame du Cormier                         | Le Cormier                    |         | 48° 58′ 35″ nord, 1° 18′ 10″ est |                |                           |      | Église de la Nativité-de-Notre-Dame du Cormier                      |
| Église Sainte-Geneviève du Favril                                      | Le Favril                     |         | 49° 10′ 56″ nord, 0° 31′ 56″ est | « PA00099411 » |                           |      | Église Sainte-Geneviève du Favril                                   |
| Église Saint-Éloi du Fidelaire                                         | Le Fidelaire                  |         | 48° 57′ 00″ nord, 0° 48′ 54″ est | « PA00099416 » |                           |      | Église Saint-Éloi du Fidelaire                                      |
| Église Notre-Dame du Landin                                            | Le Landin                     |         | 49° 24′ 10″ nord, 0° 47′ 57″ est |                |                           |      | Image manquante Téléverser                                          |
| Église Sainte-Croix du Gouffre                                         | Le Landin                     |         | 49° 23′ 55″ nord, 0° 48′ 08″ est |                |                           |      | Image manquante Téléverser                                          |
| Église Sainte-Marguerite de Sainte-Marguerite-de-l'Autel               | Le Lesme                      |         | 48° 53′ 59″ nord, 0° 51′ 19″ est | « PA00099560 » |                           |      | Église Sainte-Marguerite de Sainte-Marguerite-de-l'Autel            |
| Église Notre-Dame de Guernanville                                      | Le Lesme                      |         | 48° 53′ 22″ nord, 0° 50′ 31″ est |                |                           |      | Image manquante Téléverser                                          |
| Église Saint-Martin du Manoir                                          | Le Manoir                     |         | 49° 18′ 39″ nord, 1° 12′ 04″ est |                |                           |      | Image manquante Téléverser                                          |
| Église Saint-Aubin du Mesnil-Fuguet                                    | Le Mesnil-Fuguet              |         | 49° 04′ 17″ nord, 1° 06′ 17″ est |                |                           |      | Image manquante Téléverser                                          |
| Église Notre-Dame du Mesnil-Jourdain                                   | Le Mesnil-Jourdain            |         | 49° 10′ 37″ nord, 1° 06′ 44″ est | « PA00099486 » |                           |      | Église Notre-Dame du Mesnil-Jourdain                                |
| Église Notre-Dame du Mesnil-Jourdain                                   | Le Mesnil-Jourdain            |         | 49° 10′ 37″ nord, 1° 06′ 44″ est | « IA00019279 » |                           |      | Image manquante Téléverser                                          |
| Église Saint-Georges de Saint-Georges-du-Mesnil                        | Le Mesnil-Saint-Jean          |         | 49° 10′ 51″ nord, 0° 35′ 28″ est | « IA00051015 » |                           |      | Église Saint-Georges de Saint-Georges-du-Mesnil                     |
| Église Saint-Pierre-et-Saint-Paul du Neubourg                          | Le Neubourg                   |         | 49° 08′ 57″ nord, 0° 54′ 11″ est | « PA00099498 » |                           |      | Église Saint-Pierre-et-Saint-Paul du Neubourg                       |
| Abbatiale Saint-Jean du Neubourg                                       | Le Neubourg                   |         | 49° 09′ 03″ nord, 0° 54′ 27″ est |                |                           |      | Image manquante Téléverser                                          |
| Église Notre-Dame du Noyer-en-Ouche                                    | Le Noyer-en-Ouche             |         | 49° 00′ 19″ nord, 0° 46′ 21″ est | « IA00019508 » |                           |      | Église Notre-Dame du Noyer-en-Ouche                                 |
| Église Saint-Pierre du Châtellier Saint-Pierre                         | Le Noyer-en-Ouche             |         | 49° 00′ 07″ nord, 0° 45′ 36″ est |                |                           |      | Image manquante Téléverser                                          |
| Église Notre-Dame de Fourmetot                                         | Le Perrey                     |         | 49° 22′ 52″ nord, 0° 34′ 20″ est | « PA00099423 » |                           |      | Église Notre-Dame de Fourmetot                                      |
| Église Saint-Ouen de Saint-Ouen-des-Champs                             | Le Perrey                     |         | 49° 23′ 31″ nord, 0° 32′ 22″ est | « IA00018953 » |                           |      | Église Saint-Ouen de Saint-Ouen-des-Champs                          |
| Église Saint-Thurien de Saint-Thurien                                  | Le Perrey                     |         | 49° 24′ 26″ nord, 0° 33′ 23″ est | « IA00018970 » |                           |      | Église Saint-Thurien de Saint-Thurien                               |
| Église Saint-Ouen du Planquay                                          | Le Planquay                   |         | 49° 05′ 48″ nord, 0° 25′ 46″ est |                |                           |      | Église Saint-Ouen du Planquay                                       |
| Église Saint-Pierre du Plessis-Grohan                                  | Le Plessis-Grohan             |         | 48° 56′ 36″ nord, 1° 08′ 13″ est |                |                           |      | Image manquante Téléverser                                          |
| Église Saint-Étienne du Plessis-Hébert                                 | Le Plessis-Hébert             |         | 48° 59′ 19″ nord, 1° 21′ 01″ est |                |                           |      | Église Saint-Étienne du Plessis-Hébert                              |
| Église Notre-Dame de Bosc Roger                                        | Le Plessis-Hébert             |         | 48° 58′ 41″ nord, 1° 23′ 30″ est |                |                           |      | Image manquante Téléverser                                          |
| Église Saint-Opportune de Sainte-Opportune                             | Le Plessis-Sainte-Opportune   |         | 49° 05′ 16″ nord, 0° 51′ 33″ est | « PA00099513 » |                           |      | Église Saint-Opportune de Sainte-Opportune                          |
| Église Saint-André du Plessis                                          | Le Plessis-Sainte-Opportune   |         | 49° 03′ 48″ nord, 0° 52′ 17″ est | « PA00099514 » |                           |      | Église Saint-André du Plessis                                       |
| Église Saint-Pierre de la Huanière                                     | Le Plessis-Sainte-Opportune   |         | 49° 04′ 23″ nord, 0° 51′ 36″ est |                |                           |      | Image manquante Téléverser                                          |
| Église Sainte-Colombe du Theil-Nolent                                  | Le Theil-Nolent               |         | 49° 09′ 16″ nord, 0° 32′ 28″ est |                |                           |      | Église Sainte-Colombe du Theil-Nolent                               |
| Église Notre-Dame du Thil                                              | Le Thil                       |         | 49° 18′ 37″ nord, 1° 33′ 22″ est | « IA00017094 » |                           |      | Image manquante Téléverser                                          |
| Église Saint-Martin du Thuit                                           | Le Thuit                      |         | 49° 15′ 28″ nord, 1° 21′ 33″ est | « IA00017612 » |                           |      | Église Saint-Martin du Thuit                                        |
| Église Saint-Ouen du Thuit-Signol                                      | Le Thuit de l'Oison           |         | 49° 15′ 56″ nord, 0° 56′ 20″ est | « PA00099584 » |                           |      | Église Saint-Ouen du Thuit-Signol                                   |
| Église Saint-Ouen du Thuit-Anger                                       | Le Thuit de l'Oison           |         | 49° 16′ 37″ nord, 0° 58′ 09″ est |                |                           |      | Image manquante Téléverser                                          |
| Église Saint-Ouen du Thuit-Simer                                       | Le Thuit de l'Oison           |         | 49° 15′ 51″ nord, 0° 54′ 47″ est |                |                           |      | Image manquante Téléverser                                          |
| Église Saint-Martin du Tilleul-Lambert                                 | Le Tilleul-Lambert            |         | 49° 03′ 48″ nord, 0° 54′ 55″ est | « IA00018249 » |                           |      | Église Saint-Martin du Tilleul-Lambert                              |
| Église Notre-Dame du Torpt                                             | Le Torpt                      |         | 49° 19′ 59″ nord, 0° 22′ 21″ est | « IA00054610 » |                           |      | Église Notre-Dame du Torpt                                          |
| Église Saint-Martin du Tremblay-Omonville                              | Le Tremblay-Omonville         |         | 49° 07′ 01″ nord, 0° 54′ 15″ est |                |                           |      | Église Saint-Martin du Tremblay-Omonville                           |
| Église Saint-Pierre du Troncq                                          | Le Troncq                     |         | 49° 11′ 23″ nord, 0° 54′ 42″ est |                |                           |      | Église Saint-Pierre du Troncq                                       |
| Église Saint-Ouen du Tronquay                                          | Le Tronquay                   |         | 49° 25′ 32″ nord, 1° 28′ 48″ est | « IA00016898 » |                           |      | Église Saint-Ouen du Tronquay                                       |
| Église Saint-Georges d'Aubevoye                                        | Le Val d'Hazey                |         | 49° 10′ 11″ nord, 1° 19′ 41″ est | « PA00099313 » |                           |      | Église Saint-Georges d'Aubevoye                                     |
| Église Sainte-Barbe de Sainte-Barbe-sur-Gaillon                        | Le Val d'Hazey                |         | 49° 10′ 02″ nord, 1° 19′ 18″ est | « IA00017731 » |                           |      | Église Sainte-Barbe de Sainte-Barbe-sur-Gaillon                     |
| Église Saint-Denis de Vieux-Villez                                     | Le Val d'Hazey                |         | 49° 10′ 18″ nord, 1° 17′ 18″ est | « IA00017761 » |                           |      | Église Saint-Denis de Vieux-Villez                                  |
| Église Saint-Pierre du Val-David                                       | Le Val-David                  |         | 48° 59′ 12″ nord, 1° 15′ 07″ est |                |                           |      | Image manquante Téléverser                                          |
| Église Saint-Jean de Berniencourt                                      | Le Val-David                  |         | 48° 58′ 34″ nord, 1° 16′ 12″ est |                |                           |      | Image manquante Téléverser                                          |
| Église Notre-Dame du Mesnil-Hardray                                    | Le Val-Doré                   |         | 48° 56′ 08″ nord, 0° 59′ 23″ est | « PA00099484 » |                           |      | Église Notre-Dame du Mesnil-Hardray                                 |
| Église Notre-Dame d'Orvaux                                             | Le Val-Doré                   |         | 48° 56′ 22″ nord, 1° 02′ 01″ est |                |                           |      | Église Notre-Dame d'Orvaux                                          |
| Église Saint-Léonard du Fresne                                         | Le Val-Doré                   |         | 48° 57′ 04″ nord, 0° 58′ 26″ est |                |                           |      | Église Saint-Léonard du Fresne                                      |
| Église Notre-Dame du Vaudreuil                                         | Le Vaudreuil                  |         | 49° 15′ 21″ nord, 1° 12′ 24″ est | « PA00099596 » |                           |      | Église Notre-Dame du Vaudreuil                                      |
| Église Saint-Cyr de Saint-Cyr-du-Vaudreuil                             | Le Vaudreuil                  |         | 49° 15′ 21″ nord, 1° 12′ 25″ est | « IA00018043 » |                           |      | Image manquante Téléverser                                          |
| Église Saint-Aubin de Saint-Aubin-du-Vieil-Évreux                      | Le Vieil-Évreux               |         | 49° 00′ 22″ nord, 1° 13′ 10″ est |                |                           |      | Image manquante Téléverser                                          |
| Église Notre-Dame du Coudray                                           | Le Vieil-Évreux               |         | 49° 00′ 24″ nord, 1° 11′ 43″ est |                |                           |      | Image manquante Téléverser                                          |
| Église Saint-Denis du Vieil-Évreux                                     | Le Vieil-Évreux               |         | 49° 00′ 16″ nord, 1° 14′ 02″ est |                |                           |      | Image manquante Téléverser                                          |
| Église Saint-Siméon de Cracouville                                     | Le Vieil-Évreux               |         | 48° 59′ 31″ nord, 1° 12′ 45″ est |                |                           |      | Image manquante Téléverser                                          |
| Collégiale Notre-Dame des Andelys                                      | Les Andelys                   |         | 49° 14′ 51″ nord, 1° 25′ 20″ est | « PA00099305 » |                           |      | Collégiale Notre-Dame des Andelys                                   |
| Église Saint-Sauveur du Petit-Andely                                   | Les Andelys                   |         | 49° 14′ 32″ nord, 1° 23′ 59″ est | « PA00099306 » |                           |      | Église Saint-Sauveur du Petit-Andely                                |
| Église Saint-Étienne des Authieux                                      | Les Authieux                  |         | 48° 54′ 00″ nord, 1° 14′ 17″ est |                |                           |      | Église Saint-Étienne des Authieux                                   |
| Église Notre-Dame des Barils                                           | Les Barils                    |         | 48° 43′ 54″ nord, 0° 49′ 09″ est |                |                           |      | Église Notre-Dame des Barils                                        |
| Église Sainte-Croix des Baux-Sainte-Croix                              | Les Baux-Sainte-Croix         |         | 48° 58′ 04″ nord, 1° 05′ 54″ est |                |                           |      | Image manquante Téléverser                                          |
| Église Saint-Christophe des Baux-de-Breteuil                           | Les Baux-de-Breteuil          |         | 48° 52′ 46″ nord, 0° 48′ 42″ est |                |                           |      | Image manquante Téléverser                                          |
| Église Saint-Jean-Baptiste des Bottereaux                              | Les Bottereaux                |         | 48° 52′ 19″ nord, 0° 40′ 08″ est |                |                           |      | Église Saint-Jean-Baptiste des Bottereaux                           |
| Église Saint-Pierre des Frétils                                        | Les Bottereaux                |         | 48° 51′ 01″ nord, 0° 41′ 23″ est |                |                           |      | Image manquante Téléverser                                          |
| Église Saint-Mathurin des Hogues                                       | Les Hogues                    |         | 49° 25′ 40″ nord, 1° 23′ 43″ est | « IA00016883 » |                           |      | Église Saint-Mathurin des Hogues                                    |
| Église Notre-Dame de Houlbec-près-le-Gros-Theil                        | Les Monts du Roumois          |         | 49° 15′ 21″ nord, 0° 49′ 54″ est |                |                           |      | Église Notre-Dame de Houlbec-près-le-Gros-Theil                     |
| Église Saint-Denis de Saint-Denis-du-Bosguérard                        | Les Monts du Roumois          |         | 49° 16′ 12″ nord, 0° 50′ 04″ est |                |                           |      | Image manquante Téléverser                                          |
| Église Saint-Paterne de Berville-en-Roumois                            | Les Monts du Roumois          |         | 49° 17′ 45″ nord, 0° 49′ 21″ est |                |                           |      | Église Saint-Paterne de Berville-en-Roumois                         |
| Église Notre-Dame des Préaux                                           | Les Préaux                    |         | 49° 19′ 25″ nord, 0° 28′ 34″ est |                |                           |      | Église Notre-Dame des Préaux                                        |
| Église Saint-Michel de Saint-Michel (Eure)                             | Les Préaux                    |         | 49° 19′ 42″ nord, 0° 29′ 12″ est |                |                           |      | Image manquante Téléverser                                          |
| Église Saint-Sauveur des Thilliers-en-Vexin                            | Les Thilliers-en-Vexin        |         | 49° 14′ 12″ nord, 1° 36′ 38″ est | « IA00019015 » |                           |      | Église Saint-Sauveur des Thilliers-en-Vexin                         |
| Église Notre-Dame de Venables                                          | Les Trois Lacs                |         | 49° 12′ 02″ nord, 1° 17′ 50″ est | « IA00017766 » |                           |      | Église Notre-Dame de Venables                                       |
| Église Saint-Denis de Bernières-sur-Seine                              | Les Trois Lacs                |         | 49° 14′ 00″ nord, 1° 20′ 23″ est | « IA00017683 » |                           |      | Église Saint-Denis de Bernières-sur-Seine                           |
| Église Saint-Sulpice de Tosny                                          | Les Trois Lacs                |         | 49° 13′ 03″ nord, 1° 22′ 21″ est | « IA00017756 » |                           |      | Église Saint-Sulpice de Tosny                                       |
| Église Saint-Éloi des Ventes                                           | Les Ventes                    |         | 48° 56′ 58″ nord, 1° 05′ 11″ est |                |                           |      | Image manquante Téléverser                                          |
| Église Saint-Martin de Letteguives                                     | Letteguives                   |         | 49° 25′ 26″ nord, 1° 19′ 48″ est | « IA00017367 » |                           |      | Image manquante Téléverser                                          |
| Église Saint-Martin de Lieurey                                         | Lieurey                       |         | 49° 13′ 51″ nord, 0° 29′ 57″ est | « IA00051090 » |                           |      | Église Saint-Martin de Lieurey                                      |
| Église Saint-Pierre de Lilly                                           | Lilly                         |         | 49° 24′ 27″ nord, 1° 33′ 57″ est | « IA00016879 » |                           |      | Église Saint-Pierre de Lilly                                        |
| Église Saint-Martin de Lisors                                          | Lisors                        |         | 49° 21′ 15″ nord, 1° 28′ 12″ est | « IA00016888 » |                           |      | Église Saint-Martin de Lisors                                       |
| Église Notre-Dame de l'abbaye Notre-Dame de Mortemer                   | Lisors                        |         | 49° 22′ 10″ nord, 1° 28′ 52″ est |                |                           |      | Église Notre-Dame de l'abbaye Notre-Dame de Mortemer                |
| Église Notre-Dame de Livet-sur-Authou                                  | Livet-sur-Authou              |         | 49° 13′ 56″ nord, 0° 39′ 37″ est |                |                           |      | Église Notre-Dame de Livet-sur-Authou                               |
| Église Saint-Martin de Longchamps                                      | Longchamps                    |         | 49° 21′ 38″ nord, 1° 37′ 29″ est | « IA00016969 » |                           |      | Image manquante Téléverser                                          |
| Église Saint-Martin de Lorleau                                         | Lorleau                       |         | 49° 24′ 49″ nord, 1° 29′ 57″ est | « IA00016892 » |                           |      | Église Saint-Martin de Lorleau                                      |
| Église Saint-Martin de Louversey                                       | Louversey                     |         | 48° 59′ 29″ nord, 0° 55′ 23″ est | « PA00099470 » |                           |      | Église Saint-Martin de Louversey                                    |
| Église Saint-Calais de Saint-Calais                                    | Louversey                     |         | 48° 58′ 47″ nord, 0° 54′ 32″ est |                |                           |      | Image manquante Téléverser                                          |
| Église Saint-Nicolas du Mesnil Vicomte                                 | Louversey                     |         | 48° 58′ 48″ nord, 0° 55′ 44″ est |                |                           |      | Image manquante Téléverser                                          |
| Église Notre-Dame de Louviers                                          | Louviers                      |         | 49° 12′ 46″ nord, 1° 10′ 13″ est | « PA00099471 » |                           |      | Église Notre-Dame de Louviers                                       |
| Église Saint-Germain de Louviers                                       | Louviers                      |         | 49° 13′ 13″ nord, 1° 10′ 20″ est | « IA00019069 » |                           |      | Église Saint-Germain de Louviers                                    |
| Église du couvent des Pénitents de Louviers                            | Louviers                      |         | 49° 12′ 46″ nord, 1° 10′ 18″ est |                |                           |      | Image manquante Téléverser                                          |
| Église Saint-Martin de Louviers                                        | Louviers                      |         | 49° 12′ 41″ nord, 1° 10′ 11″ est | « IA00019067 » |                           |      | Image manquante Téléverser                                          |
| Église Saint-Nicolas de Louye                                          | Louye                         |         | 48° 47′ 54″ nord, 1° 19′ 04″ est | « PA00099474 » |                           |      | Église Saint-Nicolas de Louye                                       |
| Église Saint-Denis de Lyons-la-Forêt                                   | Lyons-la-Forêt                |         | 49° 23′ 56″ nord, 1° 28′ 00″ est | « PA00099476 » |                           |      | Église Saint-Denis de Lyons-la-Forêt                                |
| Église Saint-Ouen de Léry                                              | Léry                          |         | 49° 17′ 09″ nord, 1° 12′ 34″ est | « PA00099468 » |                           |      | Église Saint-Ouen de Léry                                           |
| Église Saint-Patrice de Léry                                           | Léry                          |         | 49° 17′ 16″ nord, 1° 12′ 29″ est |                |                           |      | Image manquante Téléverser                                          |
| Église Saint-Pierre-et-Saint-Paul de Mainneville                       | Mainneville                   |         | 49° 22′ 27″ nord, 1° 40′ 47″ est | « IA00017844 » |                           |      | Image manquante Téléverser                                          |
| Église Saint-Martin de Malleville-sur-le-Bec                           | Malleville-sur-le-Bec         |         | 49° 14′ 11″ nord, 0° 44′ 46″ est |                |                           |      | Église Saint-Martin de Malleville-sur-le-Bec                        |
| Église Saint-Pierre de Malouy                                          | Malouy                        |         | 49° 07′ 44″ nord, 0° 31′ 18″ est | « IA00018168 » |                           |      | Église Saint-Pierre de Malouy                                       |
| Église Notre-Dame de Mandeville                                        | Mandeville                    |         | 49° 13′ 20″ nord, 1° 00′ 43″ est |                |                           |      | Église Notre-Dame de Mandeville                                     |
| Église Saint-Pierre de Mandres                                         | Mandres                       |         | 48° 45′ 13″ nord, 0° 52′ 02″ est |                |                           |      | Église Saint-Pierre de Mandres                                      |
| Église Saint-Germain de Manneville-la-Raoult                           | Manneville-la-Raoult          |         | 48° 22′ 25″ nord, 0° 18′ 46″ est | « IA00054662 » |                           |      | Église Saint-Germain de Manneville-la-Raoult                        |
| Église Saint-Denis de Manneville-sur-Risle                             | Manneville-sur-Risle          |         | 49° 21′ 07″ nord, 0° 33′ 47″ est |                |                           |      | Église Saint-Denis de Manneville-sur-Risle                          |
| Église Saint-Laurent de Marais-Vernier                                 | Marais-Vernier                |         | 49° 25′ 09″ nord, 0° 27′ 15″ est | « PA00099479 » |                           |      | Église Saint-Laurent de Marais-Vernier                              |
| Église Saint-Christophe de Marbeuf                                     | Marbeuf                       |         | 49° 09′ 29″ nord, 0° 57′ 56″ est |                |                           |      | Église Saint-Christophe de Marbeuf                                  |
| Église Notre-Dame du Chesne                                            | Marbois                       |         | 48° 53′ 29″ nord, 0° 56′ 58″ est |                |                           |      | Église Notre-Dame du Chesne                                         |
| Église Saint-Denis de Saint-Denis-du-Béhélan                           | Marbois                       |         | 48° 51′ 44″ nord, 0° 57′ 31″ est |                |                           |      | Église Saint-Denis de Saint-Denis-du-Béhélan                        |
| Église Saint-Jacques des Essarts                                       | Marbois                       |         | 48° 53′ 28″ nord, 0° 59′ 08″ est |                |                           |      | Église Saint-Jacques des Essarts                                    |
| Église Saint-Germain de Marcilly-la-Campagne                           | Marcilly-la-Campagne          |         | 48° 50′ 02″ nord, 1° 12′ 06″ est | « PA00099480 » |                           |      | Église Saint-Germain de Marcilly-la-Campagne                        |
| Église abbatiale Notre-Dame-et-Saint-Jean-Baptiste du Breuil-Benoît    | Marcilly-sur-Eure             |         | 48° 48′ 32″ nord, 1° 21′ 20″ est | « PA00099640 » |                           |      | Église abbatiale Notre-Dame-et-Saint-Jean-Baptiste du Breuil-Benoît |
| Église Saint-Pierre de Marcilly-sur-Eure                               | Marcilly-sur-Eure             |         | 48° 49′ 32″ nord, 1° 20′ 45″ est |                |                           |      | Église Saint-Pierre de Marcilly-sur-Eure                            |
| Église Saint-Vincent de Martagny                                       | Martagny                      |         | 49° 23′ 41″ nord, 1° 39′ 32″ est | « IA00017851 » |                           |      | Image manquante Téléverser                                          |
| Église Saint-Pierre de Martainville                                    | Martainville                  |         | 49° 18′ 23″ nord, 0° 24′ 25″ est | « PA00099481 » |                           |      | Église Saint-Pierre de Martainville                                 |
| Église Saint-Aignan de Martot                                          | Martot                        |         | 49° 17′ 48″ nord, 1° 03′ 54″ est | « IA00017987 » |                           |      | Image manquante Téléverser                                          |
| Église Saint-Pierre de Menneval                                        | Menneval                      |         | 49° 05′ 51″ nord, 0° 37′ 30″ est | « PA00099483 » |                           |      | Église Saint-Pierre de Menneval                                     |
| Église Saint-Jean-Baptiste de Mesnil-Rousset                           | Mesnil-Rousset                |         | 48° 53′ 24″ nord, 0° 33′ 11″ est |                |                           |      | Église Saint-Jean-Baptiste de Mesnil-Rousset                        |
| Église Saint-Martin de Mesnil-Verclives                                | Mesnil-Verclives              |         | 49° 19′ 14″ nord, 1° 28′ 06″ est | « IA00016807 » |                           |      | Église Saint-Martin de Mesnil-Verclives                             |
| Église Saint-Aubin de Saint-Aubin-sur-Risle                            | Mesnil-en-Ouche               |         | 48° 58′ 17″ nord, 0° 45′ 45″ est | « PA00099297 » |                           |      | Église Saint-Aubin de Saint-Aubin-sur-Risle                         |
| Église Saint-Ouen de Saint-Ouen-de-Mancelles                           | Mesnil-en-Ouche               |         | 48° 56′ 15″ nord, 0° 35′ 52″ est | « PA00099429 » |                           |      | Église Saint-Ouen de Saint-Ouen-de-Mancelles                        |
| Église Notre-Dame des Jonquerets-de-Livet                              | Mesnil-en-Ouche               |         | 49° 01′ 17″ nord, 0° 36′ 33″ est | « PA00099463 » |                           |      | Église Notre-Dame des Jonquerets-de-Livet                           |
| Église Sainte-Marguerite de Mesnil-en-Ouche                            | Mesnil-en-Ouche               |         | 49° 01′ 25″ nord, 0° 39′ 27″ est | « PA27000090 » |                           |      | Église Sainte-Marguerite de Mesnil-en-Ouche                         |
| Église Saint-Martin de Thevray                                         | Mesnil-en-Ouche               |         | 48° 58′ 38″ nord, 0° 43′ 49″ est | « IA00019553 » |                           |      | Église Saint-Martin de Thevray                                      |
| Église Saint-Aubin de Saint-Aubin-des-Hayes                            | Mesnil-en-Ouche               |         | 49° 00′ 35″ nord, 0° 40′ 49″ est | « IA00019520 » |                           |      | Église Saint-Aubin de Saint-Aubin-des-Hayes                         |
| Église Notre-Dame d'Ajou                                               | Mesnil-en-Ouche               |         | 48° 58′ 40″ nord, 0° 47′ 07″ est | « IA00019388 » |                           |      | Église Notre-Dame d'Ajou                                            |
| Église Notre-Dame de Gouttières                                        | Mesnil-en-Ouche               |         | 49° 01′ 28″ nord, 0° 44′ 49″ est | « IA00019456 » |                           |      | Image manquante Téléverser                                          |
| Église Notre-Dame d'Épinay                                             | Mesnil-en-Ouche               |         | 48° 58′ 53″ nord, 0° 38′ 28″ est | « IA00019430 » |                           |      | Église Notre-Dame d'Épinay                                          |
| Église Notre-Dame du Bosc Robert                                       | Mesnil-en-Ouche               |         | 48° 57′ 10″ nord, 0° 35′ 52″ est |                |                           |      | Image manquante Téléverser                                          |
| Église Saint-André de La Barre-en-Ouche                                | Mesnil-en-Ouche               |         | 48° 56′ 47″ nord, 0° 39′ 56″ est | « IA00019401 » |                           |      | Image manquante Téléverser                                          |
| Église Saint-André de La Roussière                                     | Mesnil-en-Ouche               |         | 48° 57′ 38″ nord, 0° 34′ 52″ est | « IA00019517 » |                           |      | Église Saint-André de La Roussière                                  |
| Église Saint-Aubin de Gisay-la-Coudre                                  | Mesnil-en-Ouche               |         | 48° 57′ 00″ nord, 0° 37′ 33″ est | « IA00019444 » |                           |      | Église Saint-Aubin de Gisay-la-Coudre                               |
| Église Saint-Aubin de Saint-Aubin-le-Guichard                          | Mesnil-en-Ouche               |         | 49° 02′ 22″ nord, 0° 41′ 59″ est | « IA00019533 » |                           |      | Église Saint-Aubin de Saint-Aubin-le-Guichard                       |
| Église Saint-Côme de Mancelles                                         | Mesnil-en-Ouche               |         | 48° 59′ 20″ nord, 0° 47′ 03″ est | « IA00019381 » |                           |      | Église Saint-Côme de Mancelles                                      |
| Église Saint-Cyr-et-Sainte-Julitte de Pierre Ronde                     | Mesnil-en-Ouche               |         | 49° 00′ 45″ nord, 0° 42′ 30″ est |                |                           |      | Église Saint-Cyr-et-Sainte-Julitte de Pierre Ronde                  |
| Église Sainte-Eugénie de Bosc-Renoult-en-Ouche                         | Mesnil-en-Ouche               |         | 48° 56′ 59″ nord, 0° 42′ 28″ est |                |                           |      | Image manquante Téléverser                                          |
| Église Saint-Martin de Landepéreuse                                    | Mesnil-en-Ouche               |         | 49° 00′ 16″ nord, 0° 38′ 16″ est | « IA00019493 » |                           |      | Église Saint-Martin de Landepéreuse                                 |
| Église Saint-Nicolas de Beaumesnil                                     | Mesnil-en-Ouche               |         | 49° 00′ 46″ nord, 0° 42′ 30″ est | « IA00019707 » |                           |      | Église Saint-Nicolas de Beaumesnil                                  |
| Église Saint-Ouen de Rubremont                                         | Mesnil-en-Ouche               |         | 48° 56′ 59″ nord, 0° 42′ 28″ est |                |                           |      | Image manquante Téléverser                                          |
| Église Saint-Pierre de Granchain                                       | Mesnil-en-Ouche               |         | 49° 02′ 27″ nord, 0° 39′ 34″ est | « IA00019466 » |                           |      | Église Saint-Pierre de Granchain                                    |
| Église Saint-Pierre de Saint-Pierre-du-Mesnil                          | Mesnil-en-Ouche               |         | 48° 56′ 09″ nord, 0° 34′ 39″ est | « IA00019543 » |                           |      | Église Saint-Pierre de Saint-Pierre-du-Mesnil                       |
| Église Saint-Pierre du Tilleul-en-Ouche                                | Mesnil-en-Ouche               |         | 48° 59′ 35″ nord, 0° 36′ 28″ est |                |                           |      | Église Saint-Pierre du Tilleul-en-Ouche                             |
| Église Saint-André de Mesnil-sous-Vienne                               | Mesnil-sous-Vienne            |         | 49° 23′ 00″ nord, 1° 40′ 04″ est | « IA00017855 » |                           |      | Image manquante Téléverser                                          |
| Église Sainte-Marie-Madeleine de Mesnil-sur-l'Estrée                   | Mesnil-sur-l'Estrée           |         | 48° 46′ 13″ nord, 1° 17′ 34″ est | « PA27000082 » |                           |      | Église Sainte-Marie-Madeleine de Mesnil-sur-l'Estrée                |
| Église Sainte Radegonde de Morainville                                 | Mesnils-sur-Iton              |         | 48° 49′ 55″ nord, 1° 07′ 16″ est | « PA00099365 » |                           |      | Église Sainte Radegonde de Morainville                              |
| Église Saint-Évroult de Damville                                       | Mesnils-sur-Iton              |         | 48° 52′ 17″ nord, 1° 04′ 25″ est | « PA00099386 » |                           |      | Église Saint-Évroult de Damville                                    |
| Église Saint-Martin de Grandvilliers                                   | Mesnils-sur-Iton              |         | 48° 48′ 53″ nord, 1° 03′ 40″ est | « PA00099438 » |                           |      | Église Saint-Martin de Grandvilliers                                |
| Église Notre-Dame d'Hellenvilliers                                     | Mesnils-sur-Iton              |         | 48° 48′ 43″ nord, 1° 06′ 28″ est |                |                           |      | Image manquante Téléverser                                          |
| Église Notre-Dame de Créton                                            | Mesnils-sur-Iton              |         | 48° 51′ 11″ nord, 1° 08′ 30″ est |                |                           |      | Église Notre-Dame de Créton                                         |
| Église Saint-Aignan de Blandey                                         | Mesnils-sur-Iton              |         | 48° 50′ 36″ nord, 1° 01′ 27″ est |                |                           |      | Église Saint-Aignan de Blandey                                      |
| Église Notre-Dame d'Authenay                                           | Mesnils-sur-Iton              |         | 48° 51′ 32″ nord, 1° 02′ 47″ est |                |                           |      | Image manquante Téléverser                                          |
| Église Notre-Dame du Sacq                                              | Mesnils-sur-Iton              |         | 48° 53′ 33″ nord, 1° 04′ 29″ est |                |                           |      | Image manquante Téléverser                                          |
| Église Saint-Jean-Baptiste de Gouville                                 | Mesnils-sur-Iton              |         | 48° 51′ 02″ nord, 0° 59′ 39″ est |                |                           |      | Image manquante Téléverser                                          |
| Église Saint-Mamert de Saint-Mamert                                    | Mesnils-sur-Iton              |         | 48° 52′ 19″ nord, 1° 09′ 34″ est |                |                           |      | Image manquante Téléverser                                          |
| Église Saint-Martin de Boissy-sur-Damville                             | Mesnils-sur-Iton              |         | 48° 50′ 27″ nord, 1° 07′ 02″ est |                |                           |      | Image manquante Téléverser                                          |
| Église Saint-Martin de Condé-sur-Iton                                  | Mesnils-sur-Iton              |         | 48° 50′ 01″ nord, 0° 57′ 30″ est |                |                           |      | Église Saint-Martin de Condé-sur-Iton                               |
| Église Saint-Martin de Manthelon                                       | Mesnils-sur-Iton              |         | 48° 54′ 40″ nord, 1° 02′ 47″ est |                |                           |      | Image manquante Téléverser                                          |
| Église Saint-Melain de Roman                                           | Mesnils-sur-Iton              |         | 48° 50′ 48″ nord, 1° 02′ 46″ est |                |                           |      | Image manquante Téléverser                                          |
| Église Saint-Martin de Miserey                                         | Miserey                       |         | 49° 01′ 13″ nord, 1° 16′ 14″ est |                |                           |      | Église Saint-Martin de Miserey                                      |
| Église Saint-Martin de Moisville                                       | Moisville                     |         | 48° 50′ 40″ nord, 1° 09′ 51″ est | « PA27000014 » |                           |      | Église Saint-Martin de Moisville                                    |
| Église Saint-Pierre-et-Saint-Paul de Montfort-sur-Risle                | Montfort-sur-Risle            |         | 49° 17′ 41″ nord, 0° 39′ 52″ est | « IA00019585 » |                           |      | Église Saint-Pierre-et-Saint-Paul de Montfort-sur-Risle             |
| Église Saint-Aquilin de Saint-Aquilin-d'Augerons                       | Montreuil-l'Argillé           |         | 48° 55′ 23″ nord, 0° 27′ 59″ est |                |                           |      | Image manquante Téléverser                                          |
| Église Saint-Georges de Montreuil-l'Argillé                            | Montreuil-l'Argillé           |         | 48° 56′ 37″ nord, 0° 28′ 56″ est |                |                           |      | Église Saint-Georges de Montreuil-l'Argillé                         |
| Église Saint-Germain-d'Auxerre de Jouveaux                             | Morainville-Jouveaux          |         | 49° 13′ 17″ nord, 0° 26′ 43″ est | « IA00050150 » |                           |      | Église Saint-Germain-d'Auxerre de Jouveaux                          |
| Église Saint-Ouen de Morainville-Jouveaux                              | Morainville-Jouveaux          |         | 49° 13′ 17″ nord, 0° 26′ 43″ est | « IA00050141 » |                           |      | Église Saint-Ouen de Morainville-Jouveaux                           |
| Église Notre-Dame de Morgny                                            | Morgny                        |         | 49° 22′ 57″ nord, 1° 35′ 27″ est | « IA00016946 » |                           |      | Église Notre-Dame de Morgny                                         |
| Église de la Sainte-Trinité de Morsan                                  | Morsan                        |         | 49° 10′ 53″ nord, 0° 35′ 32″ est |                |                           |      | Église de la Sainte-Trinité de Morsan                               |
| Église Saint-Jacques-le-Majeur de Mouettes                             | Mouettes                      |         | 48° 53′ 47″ nord, 1° 21′ 38″ est |                |                           |      | Église Saint-Jacques-le-Majeur de Mouettes                          |
| Église Saint-Brice de Mouflaines                                       | Mouflaines                    |         | 49° 14′ 42″ nord, 1° 33′ 18″ est | « IA00017009 » |                           |      | Église Saint-Brice de Mouflaines                                    |
| Église Saint-Martin de Mousseaux-Neuville                              | Mousseaux-Neuville            |         | 48° 54′ 36″ nord, 1° 20′ 47″ est |                |                           |      | Église Saint-Martin de Mousseaux-Neuville                           |
| Église Saint-Hilaire de Muids                                          | Muids                         |         | 49° 13′ 15″ nord, 1° 17′ 21″ est | « PA27000076 » |                           |      | Église Saint-Hilaire de Muids                                       |
| Église Saint-Jean-Baptiste de Muzy                                     | Muzy                          |         | 48° 46′ 27″ nord, 1° 20′ 40″ est | « PA27000064 » |                           |      | Église Saint-Jean-Baptiste de Muzy                                  |
| Église Saint-Ouen de Mélicourt                                         | Mélicourt                     |         | 48° 54′ 51″ nord, 0° 30′ 17″ est |                |                           |      | Église Saint-Ouen de Mélicourt                                      |
| Église Saint-Aubin de Ménesqueville                                    | Ménesqueville                 |         | 49° 21′ 39″ nord, 1° 24′ 43″ est | « IA00017371 » |                           |      | Église Saint-Aubin de Ménesqueville                                 |
| Église Saint-Pierre-et-Saint-Paul de Ménilles                          | Ménilles                      |         | 49° 02′ 00″ nord, 1° 22′ 15″ est | « PA00099482 » |                           |      | Église Saint-Pierre-et-Saint-Paul de Ménilles                       |
| Église Saint-Georges de Mézières-en-Vexin                              | Mézières-en-Vexin             |         | 49° 10′ 16″ nord, 1° 30′ 14″ est | « IA00017259 » |                           |      | Image manquante Téléverser                                          |
| Église Saint-Georges de Surcy                                          | Mézières-en-Vexin             |         | 49° 10′ 19″ nord, 1° 30′ 56″ est | « IA00017269 » |                           |      | Image manquante Téléverser                                          |
| Église Saint-Maximin de Séez-Mesnil                                    | Nagel-Séez-Mesnil             |         | 48° 55′ 06″ nord, 0° 55′ 37″ est |                |                           |      | Église Saint-Maximin de Séez-Mesnil                                 |
| Église Saint-Martin de Fontaine-la-Soret                               | Nassandres sur Risle          |         | 49° 08′ 59″ nord, 0° 42′ 54″ est | « PA00099419 » |                           |      | Église Saint-Martin de Fontaine-la-Soret                            |
| Église Saint-André de Nassandres sur Risle                             | Nassandres sur Risle          |         | 49° 07′ 26″ nord, 0° 44′ 13″ est | « IA00018827 » |                           |      | Église Saint-André de Nassandres sur Risle                          |
| Église Saint-Martin de Carsix                                          | Nassandres sur Risle          |         | 49° 08′ 18″ nord, 0° 40′ 09″ est | « IA00018127 » |                           |      | Église Saint-Martin de Carsix                                       |
| Église Saint-Melain-et-Saint-Maclou de Perriers-la-Campagne            | Nassandres sur Risle          |         | 49° 08′ 39″ nord, 0° 46′ 12″ est |                |                           |      | Église Saint-Melain-et-Saint-Maclou de Perriers-la-Campagne         |
| Église Saint-Hilaire de Neaufles-Auvergny                              | Neaufles-Auvergny             |         | 48° 52′ 05″ nord, 0° 44′ 06″ est |                |                           |      | Image manquante Téléverser                                          |
| Église Saint-Aubin d'Auvergny                                          | Neaufles-Auvergny             |         | 48° 52′ 48″ nord, 0° 43′ 38″ est |                |                           |      | Image manquante Téléverser                                          |
| Église Saint-Martin de Neaufles-Saint-Martin                           | Neaufles-Saint-Martin         |         | 49° 16′ 26″ nord, 1° 43′ 21″ est | « IA00017858 » |                           |      | Église Saint-Martin de Neaufles-Saint-Martin                        |
| Église Saint-Pierre de Neaufles-Saint-Martin                           | Neaufles-Saint-Martin         |         | 49° 16′ 49″ nord, 1° 43′ 27″ est | « IA00017862 » |                           |      | Image manquante Téléverser                                          |
| Église Saint-Denis de Neuilly                                          | Neuilly                       |         | 48° 55′ 55″ nord, 1° 25′ 15″ est |                |                           |      | Image manquante Téléverser                                          |
| Église Notre-Dame de Neuville-sur-Authou                               | Neuville-sur-Authou           |         | 49° 12′ 41″ nord, 0° 38′ 17″ est |                |                           |      | Église Notre-Dame de Neuville-sur-Authou                            |
| Église Saint-Germain-l'Auxerrois de Noards                             | Noards                        |         | 49° 12′ 52″ nord, 0° 30′ 31″ est | « PA00099500 » |                           |      | Église Saint-Germain-l'Auxerrois de Noards                          |
| Église Saint-Hilaire de Nogent-le-Sec                                  | Nogent-le-Sec                 |         | 48° 55′ 19″ nord, 1° 00′ 09″ est |                |                           |      | Église Saint-Hilaire de Nogent-le-Sec                               |
| Église Saint-Sigismond de Nojeon-en-Vexin                              | Nojeon-en-Vexin               |         | 49° 19′ 41″ nord, 1° 33′ 55″ est | « PA00099501 » |                           |      | Église Saint-Sigismond de Nojeon-en-Vexin                           |
| Église Saint-Martin de Nonancourt                                      | Nonancourt                    |         | 48° 46′ 16″ nord, 1° 11′ 54″ est | « PA00099502 » |                           |      | Église Saint-Martin de Nonancourt                                   |
| Église Saint-Gaud de Normanville                                       | Normanville                   |         | 49° 04′ 40″ nord, 1° 09′ 22″ est |                |                           |      | Image manquante Téléverser                                          |
| Église Notre-Dame de Notre-Dame-d'Épine                                | Notre-Dame-d'Épine            |         | 49° 11′ 51″ nord, 0° 36′ 06″ est |                |                           |      | Église Notre-Dame de Notre-Dame-d'Épine                             |
| Église Notre-Dame de Notre-Dame-de-l'Isle                              | Notre-Dame-de-l'Isle          |         | 49° 08′ 51″ nord, 1° 26′ 11″ est | « IA00017590 » |                           |      | Église Notre-Dame de Notre-Dame-de-l'Isle                           |
| Église Sainte-Geneviève de Pressagny-le-Val                            | Notre-Dame-de-l'Isle          |         | 49° 09′ 44″ nord, 1° 26′ 36″ est | « IA00017589 » |                           |      | Image manquante Téléverser                                          |
| Église Notre-Dame de Notre-Dame-du-Hamel                               | Notre-Dame-du-Hamel           |         | 48° 53′ 09″ nord, 0° 30′ 20″ est |                |                           |      | Image manquante Téléverser                                          |
| Église Notre-Dame de Noyers                                            | Noyers                        |         | 49° 14′ 32″ nord, 1° 40′ 46″ est | « IA00017867 » |                           |      | Église Notre-Dame de Noyers                                         |
| Église Saint-Germain d'Ormes                                           | Ormes                         |         | 49° 03′ 10″ nord, 0° 57′ 48″ est |                |                           |      | Image manquante Téléverser                                          |
| Église Saint-Aubin de Pacy-sur-Eure                                    | Pacy-sur-Eure                 |         | 49° 00′ 51″ nord, 1° 22′ 46″ est | « PA00099505 » |                           |      | Église Saint-Aubin de Pacy-sur-Eure                                 |
| Église Saint-André de Parville                                         | Parville                      |         | 49° 02′ 01″ nord, 1° 05′ 36″ est |                |                           |      | Église Saint-André de Parville                                      |
| Église Saint-Sauveur de Parville                                       | Parville                      |         | 49° 01′ 59″ nord, 1° 05′ 37″ est |                |                           |      | Image manquante Téléverser                                          |
| Église Saint-Étienne de Perriers-sur-Andelle                           | Perriers-sur-Andelle          |         | 49° 24′ 54″ nord, 1° 22′ 20″ est | « PA27000038 » |                           |      | Église Saint-Étienne de Perriers-sur-Andelle                        |
| Église Sainte-Geneviève de Perruel                                     | Perruel                       |         | 49° 25′ 46″ nord, 1° 22′ 30″ est | « IA00016839 » |                           |      | Église Sainte-Geneviève de Perruel                                  |
| Église Saint-Saturnin de Piencourt                                     | Piencourt                     |         | 49° 10′ 02″ nord, 0° 23′ 59″ est |                |                           |      | Église Saint-Saturnin de Piencourt                                  |
| Église de la Sainte-Trinité de Pinterville                             | Pinterville                   |         | 49° 11′ 27″ nord, 1° 10′ 18″ est | « PA00099509 » |                           |      | Église de la Sainte-Trinité de Pinterville                          |
| Église Saint-Denis de Piseux                                           | Piseux                        |         | 48° 46′ 23″ nord, 0° 58′ 22″ est |                |                           |      | Église Saint-Denis de Piseux                                        |
| Église Saint-Michel de Plainville                                      | Plainville                    |         | 49° 05′ 07″ nord, 0° 30′ 00″ est | « PA00099510 » |                           |      | Église Saint-Michel de Plainville                                   |
| Église Saint-Sulpice de Plasnes                                        | Plasnes                       |         | 49° 08′ 09″ nord, 0° 37′ 22″ est | « PA00099511 » |                           |      | Église Saint-Sulpice de Plasnes                                     |
| Église Saint-Germain de Saint-Germain-Village                          | Pont-Audemer                  |         | 49° 20′ 55″ nord, 0° 30′ 25″ est | « PA00099554 » |                           |      | Église Saint-Germain de Saint-Germain-Village                       |
| Église Saint-Ouen de Pont-Audemer                                      | Pont-Audemer                  |         | 49° 21′ 19″ nord, 0° 30′ 54″ est | « PA00099515 » |                           |      | Église Saint-Ouen de Pont-Audemer                                   |
| Église Saint-Louis de Pont-Authou                                      | Pont-Authou                   |         | 49° 14′ 41″ nord, 0° 41′ 56″ est | « IA00019673 » |                           |      | Église Saint-Louis de Pont-Authou                                   |
| Église Saint-Nicolas de Pont-Saint-Pierre                              | Pont-Saint-Pierre             |         | 49° 20′ 03″ nord, 1° 16′ 28″ est | « IA00016791 » |                           |      | Église Saint-Nicolas de Pont-Saint-Pierre                           |
| Église Notre-Dame-des-Arts de Pont-de-l'Arche                          | Pont-de-l'Arche               |         | 49° 18′ 19″ nord, 1° 09′ 19″ est | « PA00099520 » |                           |      | Église Notre-Dame-des-Arts de Pont-de-l'Arche                       |
| Église Saint-Pierre de Port-Mort                                       | Port-Mort                     |         | 49° 10′ 10″ nord, 1° 24′ 21″ est | « IA00017598 » |                           |      | Église Saint-Pierre de Port-Mort                                    |
| Église Sainte-Colombe de Porte-Joie                                    | Porte-de-Seine                |         | 49° 14′ 37″ nord, 1° 15′ 14″ est | « IA00018012 » |                           |      | Église Sainte-Colombe de Porte-Joie                                 |
| Église Notre-Dame de Portes                                            | Portes                        |         | 49° 01′ 44″ nord, 0° 57′ 09″ est |                |                           |      | Image manquante Téléverser                                          |
| Église Saint-Quentin de Poses                                          | Poses                         |         | 49° 17′ 48″ nord, 1° 15′ 00″ est | « PA00099523 » |                           |      | Église Saint-Quentin de Poses                                       |
| Église Saint-Martin de Pressagny-l'Orgueilleux                         | Pressagny-l'Orgueilleux       |         | 49° 07′ 57″ nord, 1° 26′ 32″ est | « IA00017279 » |                           |      | Église Saint-Martin de Pressagny-l'Orgueilleux                      |
| Église Notre-Dame de Prey                                              | Prey                          |         | 48° 57′ 50″ nord, 1° 12′ 57″ est | « PA00099524 » |                           |      | Église Notre-Dame de Prey                                           |
| Église Notre-Dame-et-Saint-Julien de Puchay                            | Puchay                        |         | 49° 20′ 40″ nord, 1° 31′ 55″ est | « PA00099525 » |                           |      | Église Notre-Dame-et-Saint-Julien de Puchay                         |
| Église Saint-Gervais-et-Saint-Protais de Pullay                        | Pullay                        |         | 48° 43′ 54″ nord, 0° 52′ 37″ est | « PA00099526 » |                           |      | Église Saint-Gervais-et-Saint-Protais de Pullay                     |
| Église Notre-Dame de Pîtres                                            | Pîtres                        |         | 49° 19′ 08″ nord, 1° 13′ 26″ est | « IA00018001 » |                           |      | Église Notre-Dame de Pîtres                                         |
| Église Saint-Hilaire de Quatremare                                     | Quatremare                    |         | 49° 11′ 07″ nord, 1° 04′ 49″ est | « IA00019264 » |                           |      | Image manquante Téléverser                                          |
| Église Saint-Denis de Damneville                                       | Quatremare                    |         | 49° 10′ 57″ nord, 1° 05′ 28″ est |                |                           |      | Image manquante Téléverser                                          |
| Église Notre-Dame-de-Bonport de Quillebeuf-sur-Seine                   | Quillebeuf-sur-Seine          |         | 49° 28′ 22″ nord, 0° 31′ 31″ est | « PA00099527 » |                           |      | Église Notre-Dame-de-Bonport de Quillebeuf-sur-Seine                |
| Église Saint-Pierre de Quittebeuf                                      | Quittebeuf                    |         | 49° 06′ 25″ nord, 1° 00′ 36″ est |                |                           |      | Église Saint-Pierre de Quittebeuf                                   |
| Église Saint-Germain de Radepont                                       | Radepont                      |         | 49° 21′ 22″ nord, 1° 19′ 29″ est | « IA00016825 » |                           |      | Église Saint-Germain de Radepont                                    |
| Église de l'abbaye Notre-Dame de Fontaine-Guérard                      | Radepont                      |         | 49° 21′ 01″ nord, 1° 18′ 36″ est |                |                           |      | Église de l'abbaye Notre-Dame de Fontaine-Guérard                   |
| Église Saint-Julien de Renneville                                      | Renneville                    |         | 49° 24′ 10″ nord, 1° 19′ 18″ est | « IA00017412 » |                           |      | Église Saint-Julien de Renneville                                   |
| Église Saint-Christophe de Reuilly                                     | Reuilly                       |         | 49° 05′ 02″ nord, 1° 13′ 11″ est | « PA00099534 » |                           |      | Église Saint-Christophe de Reuilly                                  |
| Église Saint-Eustache de Richeville                                    | Richeville                    |         | 49° 16′ 00″ nord, 1° 32′ 09″ est | « IA00016987 » |                           |      | Image manquante Téléverser                                          |
| Église Saint-Aubin de la Puthenaye                                     | Romilly-la-Puthenaye          |         | 49° 01′ 35″ nord, 0° 50′ 49″ est | « IA00018848 » |                           |      | Église Saint-Aubin de la Puthenaye                                  |
| Église Saint-Pierre de Romilly                                         | Romilly-la-Puthenaye          |         | 49° 00′ 10″ nord, 0° 50′ 49″ est | « IA00018850 » |                           |      | Église Saint-Pierre de Romilly                                      |
| Église Saint-Georges de Romilly-sur-Andelle                            | Romilly-sur-Andelle           |         | 49° 20′ 10″ nord, 1° 15′ 36″ est | « IA00016798 » |                           |      | Église Saint-Georges de Romilly-sur-Andelle                         |
| Église Notre-Dame-du-Rosaire de Rosay-sur-Lieure                       | Rosay-sur-Lieure              |         | 49° 22′ 07″ nord, 1° 26′ 04″ est | « IA00016874 » |                           |      | Église Notre-Dame-du-Rosaire de Rosay-sur-Lieure                    |
| Église Saint-Pierre de Rouge-Perriers                                  | Rouge-Perriers                |         | 49° 08′ 47″ nord, 0° 50′ 04″ est | « IA00018857 » |                           |      | Église Saint-Pierre de Rouge-Perriers                               |
| Église Saint-Martin de Rougemontiers                                   | Rougemontiers                 |         | 49° 21′ 33″ nord, 0° 43′ 12″ est | « IA00018645 » |                           |      | Église Saint-Martin de Rougemontiers                                |
| Église Saint-Ouen de Routot                                            | Routot                        |         | 49° 22′ 40″ nord, 0° 44′ 10″ est | « PA00099538 » |                           |      | Église Saint-Ouen de Routot                                         |
| Église Saint-Martin de Rouvray                                         | Rouvray                       |         | 49° 03′ 54″ nord, 1° 20′ 13″ est | « IA27000093 » |                           |      | Église Saint-Martin de Rouvray                                      |
| Église Saint-Germain de Rugles                                         | Rugles                        |         | 48° 49′ 21″ nord, 0° 42′ 32″ est | « PA00099539 » |                           |      | Église Saint-Germain de Rugles                                      |
| Église Notre-Dame de Rugles                                            | Rugles                        |         | 48° 49′ 21″ nord, 0° 42′ 33″ est | « PA00099540 » |                           |      | Église Notre-Dame de Rugles                                         |
| Église Sainte-Opportune de Sainte-Opportune                            | Rugles                        |         | 48° 49′ 19″ nord, 0° 40′ 49″ est |                |                           |      | Image manquante Téléverser                                          |
| Église Notre-Dame de Sacquenville                                      | Sacquenville                  |         | 49° 04′ 51″ nord, 1° 04′ 19″ est | « PA00099541 » |                           |      | Église Notre-Dame de Sacquenville                                   |
| Église Saint-Agnan-et-Saint-Ursin de Saint-Agnan-de-Cernières          | Saint-Agnan-de-Cernières      |         | 48° 57′ 11″ nord, 0° 30′ 57″ est |                |                           |      | Image manquante Téléverser                                          |
| Église Saint-André de Saint-André-de-l'Eure                            | Saint-André-de-l'Eure         |         | 48° 54′ 23″ nord, 1° 16′ 24″ est |                |                           |      | Image manquante Téléverser                                          |
| Église Saint-Antonin de Saint-Antonin-de-Sommaire                      | Saint-Antonin-de-Sommaire     |         | 48° 49′ 49″ nord, 0° 39′ 57″ est |                |                           |      | Église Saint-Antonin de Saint-Antonin-de-Sommaire                   |
| Église Saint-Aubin de Saint-Aubin-d'Écrosville                         | Saint-Aubin-d'Écrosville      |         | 49° 08′ 34″ nord, 0° 59′ 42″ est | « PA00099543 » |                           |      | Église Saint-Aubin de Saint-Aubin-d'Écrosville                      |
| Église Saint-Aubin de Saint-Aubin-de-Scellon                           | Saint-Aubin-de-Scellon        |         | 49° 10′ 17″ nord, 0° 28′ 31″ est |                |                           |      | Église Saint-Aubin de Saint-Aubin-de-Scellon                        |
| Église Saint-Aubin de Saint-Aubin-du-Thenney                           | Saint-Aubin-du-Thenney        |         | 49° 01′ 14″ nord, 0° 29′ 24″ est |                |                           |      | Image manquante Téléverser                                          |
| Église Saint-Aubin de Saint-Aubin-sur-Gaillon                          | Saint-Aubin-sur-Gaillon       |         | 49° 08′ 50″ nord, 1° 19′ 42″ est | « IA00017724 » |                           |      | Église Saint-Aubin de Saint-Aubin-sur-Gaillon                       |
| Église Saint-Aubin de Saint-Aubin-sur-Quillebeuf                       | Saint-Aubin-sur-Quillebeuf    |         | 49° 27′ 48″ nord, 0° 31′ 31″ est | « IA00018949 » |                           |      | Église Saint-Aubin de Saint-Aubin-sur-Quillebeuf                    |
| Église Saint-Benoît de Saint-Benoît-des-Ombres                         | Saint-Benoît-des-Ombres       |         | 49° 13′ 53″ nord, 0° 37′ 20″ est | « PA00099544 » |                           |      | Église Saint-Benoît de Saint-Benoît-des-Ombres                      |
| Église Saint-Christophe de Saint-Christophe-sur-Avre                   | Saint-Christophe-sur-Avre     |         | 48° 41′ 59″ nord, 0° 48′ 56″ est |                |                           |      | Église Saint-Christophe de Saint-Christophe-sur-Avre                |
| Église Saint-Christophe de Saint-Christophe-sur-Condé                  | Saint-Christophe-sur-Condé    |         | 49° 17′ 11″ nord, 0° 35′ 57″ est | « IA00051052 » |                           |      | Église Saint-Christophe de Saint-Christophe-sur-Condé               |
| Église Saint-Cyr-et-Sainte-Julitte de Saint-Cyr-de-Salerne             | Saint-Cyr-de-Salerne          |         | 49° 11′ 03″ nord, 0° 39′ 38″ est | « PA00099545 » |                           |      | Église Saint-Cyr-et-Sainte-Julitte de Saint-Cyr-de-Salerne          |
| Église Saint-Cyr-et-Sainte-Julitte de Saint-Cyr-la-Campagne            | Saint-Cyr-la-Campagne         |         | 49° 15′ 11″ nord, 1° 01′ 04″ est |                |                           |      | Église Saint-Cyr-et-Sainte-Julitte de Saint-Cyr-la-Campagne         |
| Église Saint-Denis de Saint-Denis-d'Augerons                           | Saint-Denis-d'Augerons        |         | 48° 55′ 26″ nord, 0° 28′ 11″ est | « PA27000077 » |                           |      | Église Saint-Denis de Saint-Denis-d'Augerons                        |
| Église Saint-Denis de Saint-Denis-des-Monts                            | Saint-Denis-des-Monts         |         | 49° 15′ 33″ nord, 0° 48′ 39″ est | « IA00018471 » |                           |      | Image manquante Téléverser                                          |
| Église Saint-Denis de Saint-Denis-le-Ferment                           | Saint-Denis-le-Ferment        |         | 49° 19′ 51″ nord, 1° 43′ 01″ est | « PA00099548 » |                           |      | Église Saint-Denis de Saint-Denis-le-Ferment                        |
| Église Saint-Didier de Saint-Didier-des-Bois                           | Saint-Didier-des-Bois         |         | 49° 14′ 10″ nord, 1° 01′ 36″ est |                |                           |      | Église Saint-Didier de Saint-Didier-des-Bois                        |
| Église Saint-Georges de Saint-Georges-Motel                            | Saint-Georges-Motel           |         | 48° 47′ 32″ nord, 1° 21′ 55″ est |                |                           |      | Église Saint-Georges de Saint-Georges-Motel                         |
| Église Saint-Georges de Saint-Georges-du-Vièvre                        | Saint-Georges-du-Vièvre       |         | 49° 14′ 41″ nord, 0° 35′ 11″ est | « IA00051127 » |                           |      | Église Saint-Georges de Saint-Georges-du-Vièvre                     |
| Église Saint-Germain-d'Auxerre de Saint-Germain-de-Fresney             | Saint-Germain-de-Fresney      |         | 48° 57′ 33″ nord, 1° 17′ 25″ est |                |                           |      | Église Saint-Germain-d'Auxerre de Saint-Germain-de-Fresney          |
| Église Saint-Germain de Saint-Germain-de-Pasquier                      | Saint-Germain-de-Pasquier     |         | 49° 14′ 45″ nord, 1° 00′ 01″ est |                |                           |      | Église Saint-Germain de Saint-Germain-de-Pasquier                   |
| Église Saint-Germain-d'Auxerre de Saint-Germain-la-Campagne            | Saint-Germain-la-Campagne     |         | 49° 02′ 55″ nord, 0° 24′ 23″ est |                |                           |      | Église Saint-Germain-d'Auxerre de Saint-Germain-la-Campagne         |
| Église Saint-Germain de Saint-Germain-sur-Avre                         | Saint-Germain-sur-Avre        |         | 48° 45′ 55″ nord, 1° 15′ 43″ est |                |                           |      | Image manquante Téléverser                                          |
| Église Saint-Grégoire de Saint-Grégoire-du-Vièvre                      | Saint-Grégoire-du-Vièvre      |         | 49° 14′ 36″ nord, 0° 38′ 08″ est | « PA27000073 » |                           |      | Église Saint-Grégoire de Saint-Grégoire-du-Vièvre                   |
| Église Saint-Jean de Saint-Jean-du-Thenney                             | Saint-Jean-du-Thenney         |         | 49° 00′ 52″ nord, 0° 27′ 52″ est |                |                           |      | Image manquante Téléverser                                          |
| Église Saint-Julien de Saint-Julien-de-la-Liègue                       | Saint-Julien-de-la-Liègue     |         | 49° 08′ 16″ nord, 1° 17′ 41″ est | « IA00017744 » |                           |      | Église Saint-Julien de Saint-Julien-de-la-Liègue                    |
| Église Saint-Laurent de Saint-Laurent-des-Bois                         | Saint-Laurent-des-Bois        |         | 48° 50′ 40″ nord, 1° 19′ 01″ est |                |                           |      | Image manquante Téléverser                                          |
| Église Saint-Laurent de Saint-Laurent-du-Tencement                     | Saint-Laurent-du-Tencement    |         | 48° 53′ 01″ nord, 0° 27′ 15″ est |                |                           |      | Image manquante Téléverser                                          |
| Église Saint-Pierre de Saint-Léger-de-Rôtes                            | Saint-Léger-de-Rôtes          |         | 49° 06′ 36″ nord, 0° 38′ 53″ est | « PA00125432 » |                           |      | Église Saint-Pierre de Saint-Léger-de-Rôtes                         |
| Église Saint-Léger de Saint-Léger-de-Rôtes                             | Saint-Léger-de-Rôtes          |         | 49° 06′ 36″ nord, 0° 38′ 53″ est | « PA00125431 » |                           |      | Église Saint-Léger de Saint-Léger-de-Rôtes                          |
| Église Saint-Léger de Saint-Léger-du-Gennetey                          | Saint-Léger-du-Gennetey       |         | 49° 17′ 06″ nord, 0° 44′ 53″ est | « IA00018477 » |                           |      | Église Saint-Léger de Saint-Léger-du-Gennetey                       |
| Église Saint-Maclou de Saint-Maclou (Eure)                             | Saint-Maclou                  |         | 49° 21′ 54″ nord, 0° 24′ 29″ est | « PA00099557 » |                           |      | Église Saint-Maclou de Saint-Maclou (Eure)                          |
| Église Saint-Marcel de Saint-Marcel (Eure)                             | Saint-Marcel                  |         | 49° 05′ 49″ nord, 1° 26′ 38″ est | « IA27000097 » |                           |      | Image manquante Téléverser                                          |
| Église Saint-Thibaut-et-Saint-Médard de la Cour Donnet                 | Saint-Mards-de-Blacarville    |         | 49° 22′ 42″ nord, 0° 30′ 51″ est | « IA27000097 » |                           |      | Église Saint-Thibaut-et-Saint-Médard de la Cour Donnet              |
| Église Saint-Mards de Saint-Mards-de-Blacarville                       | Saint-Mards-de-Blacarville    |         | 49° 22′ 23″ nord, 0° 28′ 56″ est |                |                           |      | Église Saint-Mards de Saint-Mards-de-Blacarville                    |
| Église Saint-Mards de Saint-Mards-de-Fresne                            | Saint-Mards-de-Fresne         |         | 49° 04′ 22″ nord, 0° 27′ 51″ est |                |                           |      | Image manquante Téléverser                                          |
| Église Saint-Martin de Saint-Martin-Saint-Firmin                       | Saint-Martin-Saint-Firmin     |         | 49° 17′ 07″ nord, 0° 33′ 05″ est | « IA00051034 » |                           |      | Église Saint-Martin de Saint-Martin-Saint-Firmin                    |
| Église Saint-Martin de Saint-Martin-du-Tilleul                         | Saint-Martin-du-Tilleul       |         | 49° 06′ 33″ nord, 0° 31′ 49″ est |                |                           |      | Église Saint-Martin de Saint-Martin-du-Tilleul                      |
| Église Saint-Louis de Saint-Meslin-du-Bosc                             | Saint-Meslin-du-Bosc          |         | 49° 12′ 53″ nord, 0° 52′ 41″ est |                |                           |      | Église Saint-Louis de Saint-Meslin-du-Bosc                          |
| Église Saint-Ouen de Saint-Ouen-de-Thouberville                        | Saint-Ouen-de-Thouberville    |         | 49° 21′ 30″ nord, 0° 53′ 04″ est | « IA00018672 » |                           |      | Église Saint-Ouen de Saint-Ouen-de-Thouberville                     |
| Église Saint-Ouen de Saint-Ouen-du-Tilleul                             | Saint-Ouen-du-Tilleul         |         | 49° 17′ 59″ nord, 0° 57′ 19″ est | « IA00018484 » |                           |      | Église Saint-Ouen de Saint-Ouen-du-Tilleul                          |
| Église Saint-Pierre ou Saint-Paul de Saint-Paul-de-Fourques            | Saint-Paul-de-Fourques        |         | 49° 13′ 14″ nord, 0° 47′ 40″ est |                |                           |      | Église Saint-Pierre ou Saint-Paul de Saint-Paul-de-Fourques         |
| Église Saint-Ouen de Saint-Philbert-sur-Risle                          | Saint-Philbert-sur-Risle      |         | 49° 17′ 43″ nord, 0° 38′ 59″ est | « IA00019688 » |                           |      | Église Saint-Ouen de Saint-Philbert-sur-Risle                       |
| Église Saint-Pierre de Saint-Pierre-de-Bailleul                        | Saint-Pierre-de-Bailleul      |         | 49° 07′ 22″ nord, 0° 23′ 26″ est | « PA00099568 » |                           |      | Église Saint-Pierre de Saint-Pierre-de-Bailleul                     |
| Église Saint-Pierre de Saint-Pierre-de-Cernières                       | Saint-Pierre-de-Cernières     |         | 48° 56′ 44″ nord, 0° 30′ 51″ est |                |                           |      | Image manquante Téléverser                                          |
| Église Saint-Pierre de Saint-Pierre-de-Cormeilles                      | Saint-Pierre-de-Cormeilles    |         | 49° 14′ 13″ nord, 0° 23′ 00″ est | « IA00050163 » |                           |      | Église Saint-Pierre de Saint-Pierre-de-Cormeilles                   |
| Église Saint-Pierre de Saint-Pierre-de-Salerne                         | Saint-Pierre-de-Salerne       |         | 49° 12′ 07″ nord, 0° 39′ 37″ est |                |                           |      | Église Saint-Pierre de Saint-Pierre-de-Salerne                      |
| Église Saint-Pierre de Saint-Pierre-des-Fleurs                         | Saint-Pierre-des-Fleurs       |         | 49° 15′ 02″ nord, 0° 57′ 58″ est |                |                           |      | Image manquante Téléverser                                          |
| Église Saint-Pierre de Saint-Pierre-des-Ifs                            | Saint-Pierre-des-Ifs          |         | 49° 16′ 08″ nord, 0° 37′ 14″ est | « IA00051039 » |                           |      | Église Saint-Pierre de Saint-Pierre-des-Ifs                         |
| Église Saint-Pierre de Saint-Pierre-du-Bosguérard                      | Saint-Pierre-du-Bosguérard    |         | 49° 15′ 40″ nord, 0° 53′ 35″ est |                |                           |      | Image manquante Téléverser                                          |
| Église Saint-Pierre de Saint-Pierre-du-Val                             | Saint-Pierre-du-Val           |         | 49° 24′ 02″ nord, 0° 21′ 34″ est | « IA00054573 » |                           |      | Église Saint-Pierre de Saint-Pierre-du-Val                          |
| Église Saint-Pierre de Saint-Pierre-du-Vauvray                         | Saint-Pierre-du-Vauvray       |         | 49° 13′ 51″ nord, 1° 13′ 13″ est | « IA00019236 » |                           |      | Église Saint-Pierre de Saint-Pierre-du-Vauvray                      |
| Église Saint-Pierre de Saint-Pierre-la-Garenne                         | Saint-Pierre-la-Garenne       |         | 49° 09′ 26″ nord, 1° 23′ 58″ est | « IA00017750 » |                           |      | Église Saint-Pierre de Saint-Pierre-la-Garenne                      |
| Église Saint-Samson de Saint-Samson-de-la-Roque                        | Saint-Samson-de-la-Roque      |         | 49° 25′ 41″ nord, 0° 25′ 54″ est | « IA00018959 » |                           |      | Image manquante Téléverser                                          |
| Église Saint-Siméon-et-Saint-Sébastien de Saint-Siméon                 | Saint-Siméon                  |         | 49° 17′ 04″ nord, 0° 31′ 00″ est | « IA00050167 » |                           |      | Église Saint-Siméon-et-Saint-Sébastien de Saint-Siméon              |
| Église Saint-Sulpice de Saint-Sulpice-de-Grimbouville                  | Saint-Sulpice-de-Grimbouville |         | 49° 22′ 38″ nord, 0° 26′ 44″ est | « IA00054626 » |                           |      | Église Saint-Sulpice de Saint-Sulpice-de-Grimbouville               |
| Église Saint-Sylvestre de Saint-Sylvestre-de-Cormeilles                | Saint-Sylvestre-de-Cormeilles |         | 49° 14′ 40″ nord, 0° 25′ 43″ est | « IA00050179 » |                           |      | Église Saint-Sylvestre de Saint-Sylvestre-de-Cormeilles             |
| Église Saint-Symphorien de Saint-Symphorien (Eure)                     | Saint-Symphorien              |         | 49° 18′ 52″ nord, 0° 28′ 04″ est |                |                           |      | Église Saint-Symphorien de Saint-Symphorien (Eure)                  |
| Église Saint-Sébastien de Saint-Sébastien-de-Morsent                   | Saint-Sébastien-de-Morsent    |         | 49° 00′ 39″ nord, 1° 05′ 12″ est |                |                           |      | Image manquante Téléverser                                          |
| Église Saint-Victor de Saint-Victor-d'Épine                            | Saint-Victor-d'Épine          |         | 49° 12′ 36″ nord, 0° 36′ 27″ est |                |                           |      | Église Saint-Victor de Saint-Victor-d'Épine                         |
| Église Saint-Victor de Saint-Victor-de-Chrétienville                   | Saint-Victor-de-Chrétienville |         | 49° 04′ 25″ nord, 0° 30′ 59″ est | « PA00125433 » |                           |      | Église Saint-Victor de Saint-Victor-de-Chrétienville                |
| Église Saint-Vincent de Saint-Vincent-des-Bois                         | Saint-Vincent-des-Bois        |         | 49° 04′ 15″ nord, 1° 24′ 00″ est | « IA27000137 » |                           |      | Église Saint-Vincent de Saint-Vincent-des-Bois                      |
| Église Saint-Vincent de Saint-Vincent-du-Boulay                        | Saint-Vincent-du-Boulay       |         | 49° 06′ 11″ nord, 0° 29′ 26″ est |                |                           |      | Église Saint-Vincent de Saint-Vincent-du-Boulay                     |
| Église Saint-Élier de Saint-Élier                                      | Saint-Élier                   |         | 48° 58′ 42″ nord, 0° 58′ 03″ est |                |                           |      | Image manquante Téléverser                                          |
| Église Saint-Éloi de Saint-Éloi-de-Fourques                            | Saint-Éloi-de-Fourques        |         | 49° 13′ 55″ nord, 0° 47′ 41″ est |                |                           |      | Église Saint-Éloi de Saint-Éloi-de-Fourques                         |
| Église Saint-Étienne de Saint-Étienne-du-Vauvray                       | Saint-Étienne-du-Vauvray      |         | 49° 14′ 50″ nord, 1° 12′ 54″ est | « IA00019255 » |                           |      | Église Saint-Étienne de Saint-Étienne-du-Vauvray                    |
| Église Saint-Étienne de Saint-Étienne-l'Allier                         | Saint-Étienne-l'Allier        |         | 49° 15′ 55″ nord, 0° 33′ 09″ est | « PA27000016 » |                           |      | Église Saint-Étienne de Saint-Étienne-l'Allier                      |
| Église Sainte-Colombe de Sainte-Colombe la Campagne                    | Sainte-Colombe-la-Commanderie |         | 49° 06′ 52″ nord, 0° 56′ 15″ est |                |                           |      | Image manquante Téléverser                                          |
| Église Sainte-Colombe de Sainte-Colombe-près-Vernon                    | Sainte-Colombe-près-Vernon    |         | 49° 06′ 00″ nord, 1° 20′ 14″ est | « IA27000154 » |                           |      | Église Sainte-Colombe de Sainte-Colombe-près-Vernon                 |
| Église Sainte-Geneviève de Sainte-Geneviève-lès-Gasny                  | Sainte-Geneviève-lès-Gasny    |         | 49° 04′ 55″ nord, 1° 35′ 09″ est | « IA00017285 » |                           |      | Église Sainte-Geneviève de Sainte-Geneviève-lès-Gasny               |
| Église Notre-Dame de Dame-Marie                                        | Sainte-Marie-d'Attez          |         | 48° 48′ 21″ nord, 0° 59′ 46″ est | « PA00099384 » |                           |      | Église Notre-Dame de Dame-Marie                                     |
| Église Saint-Ouen de Saint-Ouen-d'Attez                                | Sainte-Marie-d'Attez          |         | 48° 48′ 12″ nord, 0° 57′ 17″ est | « PA00099563 » |                           |      | Église Saint-Ouen de Saint-Ouen-d'Attez                             |
| Église Saint-Nicolas de Saint-Nicolas-d'Attez                          | Sainte-Marie-d'Attez          |         | 48° 48′ 24″ nord, 0° 56′ 21″ est |                |                           |      | Image manquante Téléverser                                          |
| Église Sainte-Marie-des-Champs de Sainte-Marie-de-Vatimesnil           | Sainte-Marie-de-Vatimesnil    |         | 49° 15′ 58″ nord, 1° 34′ 02″ est | « IA00016993 » |                           |      | Église Sainte-Marie-des-Champs de Sainte-Marie-de-Vatimesnil        |
| Église Saint-Michel de Vatimesnil                                      | Sainte-Marie-de-Vatimesnil    |         | 49° 16′ 40″ nord, 1° 35′ 06″ est |                |                           |      | Image manquante Téléverser                                          |
| Église Sainte-Marthe de Sainte-Marthe (Eure)                           | Sainte-Marthe                 |         | 48° 57′ 58″ nord, 0° 52′ 53″ est |                |                           |      | Image manquante Téléverser                                          |
| Église Sainte-Opportune de Sainte-Opportune-du-Bosc                    | Sainte-Opportune-du-Bosc      |         | 49° 09′ 50″ nord, 0° 50′ 10″ est | « IA00018868 » |                           |      | Église Sainte-Opportune de Sainte-Opportune-du-Bosc                 |
| Église Sainte-Opportune de Sainte-Opportune-la-Mare                    | Sainte-Opportune-la-Mare      |         | 49° 25′ 02″ nord, 0° 32′ 38″ est | « IA00018978 » |                           |      | Église Sainte-Opportune de Sainte-Opportune-la-Mare                 |
| Église Saint-Clair de Sancourt                                         | Sancourt                      |         | 49° 21′ 16″ nord, 1° 41′ 07″ est | « IA00017881 » |                           |      | Église Saint-Clair de Sancourt                                      |
| Église Saint-Césaire de Sassey                                         | Sassey                        |         | 49° 03′ 08″ nord, 1° 13′ 25″ est |                |                           |      | Image manquante Téléverser                                          |
| Église Saint-Martin de Saussay-la-Campagne                             | Saussay-la-Campagne           |         | 49° 19′ 05″ nord, 1° 30′ 50″ est | « IA00016971 » |                           |      | Église Saint-Martin de Saussay-la-Campagne                          |
| Église Notre-Dame de Selles                                            | Selles                        |         | 49° 18′ 08″ nord, 0° 30′ 25″ est | « PA00099575 » |                           |      | Église Notre-Dame de Selles                                         |
| Église Saint-Remy de Serez                                             | Serez                         |         | 48° 56′ 01″ nord, 1° 21′ 52″ est | « PA00099576 » |                           |      | Église Saint-Remy de Serez                                          |
| Église Notre-Dame de Serquigny                                         | Serquigny                     |         | 49° 06′ 33″ nord, 0° 42′ 44″ est | « PA00099578 » |                           |      | Église Notre-Dame de Serquigny                                      |
| Église Notre-Dame de Surtauville                                       | Surtauville                   |         | 49° 12′ 25″ nord, 1° 03′ 18″ est | « IA00019226 » |                           |      | Église Notre-Dame de Surtauville                                    |
| Église Saint-Christophe de Surville                                    | Surville                      |         | 49° 11′ 54″ nord, 1° 06′ 10″ est | « IA00019221 » |                           |      | Image manquante Téléverser                                          |
| Église Saint-Pierre de Suzay                                           | Suzay                         |         | 49° 16′ 18″ nord, 1° 30′ 52″ est | « IA00017609 » |                           |      | Église Saint-Pierre de Suzay                                        |
| Église Notre-Dame de Champ-Dominel                                     | Sylvains-Lès-Moulins          |         | 48° 55′ 13″ nord, 1° 07′ 12″ est |                |                           |      | Image manquante Téléverser                                          |
| Église Saint-Arnoul de Coulonges                                       | Sylvains-Lès-Moulins          |         | 48° 52′ 55″ nord, 1° 05′ 03″ est |                |                           |      | Église Saint-Arnoul de Coulonges                                    |
| Église Saint-Médard de Villalet                                        | Sylvains-Lès-Moulins          |         | 48° 55′ 39″ nord, 1° 03′ 32″ est |                |                           |      | Église Saint-Médard de Villalet                                     |
| Église Saint-Nicolas de Sébécourt                                      | Sébécourt                     |         | 48° 58′ 21″ nord, 0° 50′ 20″ est | « PA00099573 » |                           |      | Église Saint-Nicolas de Sébécourt                                   |
| Église Notre-Dame de Montaure                                          | Terres de Bord                |         | 49° 13′ 54″ nord, 1° 05′ 20″ est | « IA00017990 » |                           |      | Église Notre-Dame de Montaure                                       |
| Église Sainte-Anne de Tostes                                           | Terres de Bord                |         | 49° 15′ 34″ nord, 1° 06′ 36″ est | « IA00018022 » |                           |      | Image manquante Téléverser                                          |
| Église Saint-Taurin de Thiberville                                     | Thiberville                   |         | 49° 08′ 16″ nord, 0° 27′ 19″ est |                |                           |      | Église Saint-Taurin de Thiberville                                  |
| Église Saint-Julien de la Cambe                                        | Thibouville                   |         | 49° 07′ 40″ nord, 0° 48′ 16″ est | « IA00018874 » |                           |      | Église Saint-Julien de la Cambe                                     |
| Église Saint-Paër de Thibouville                                       | Thibouville                   |         | 49° 08′ 55″ nord, 0° 47′ 33″ est | « IA00018870 » |                           |      | Église Saint-Paër de Thibouville                                    |
| Église Saint-Sauveur de Thierville                                     | Thierville                    |         | 49° 15′ 59″ nord, 0° 43′ 01″ est |                |                           |      | Église Saint-Sauveur de Thierville                                  |
| Église Saint-Germain-l'Auxerrois de Touville                           | Thénouville                   |         | 49° 17′ 57″ nord, 0° 45′ 24″ est | « IA00019705 » |                           |      | Église Saint-Germain-l'Auxerrois de Touville                        |
| Église Saint-Clair de Bosc-Renoult-en-Roumois                          | Thénouville                   |         | 49° 17′ 44″ nord, 0° 46′ 02″ est | « IA00018405 » |                           |      | Église Saint-Clair de Bosc-Renoult-en-Roumois                       |
| Église Saint-Pierre de Theillement                                     | Thénouville                   |         | 49° 17′ 15″ nord, 0° 47′ 57″ est | « IA00018491 » |                           |      | Église Saint-Pierre de Theillement                                  |
| Église Saint-Martin de Tilleul-Dame-Agnès                              | Tilleul-Dame-Agnès            |         | 49° 00′ 12″ nord, 0° 53′ 27″ est | « PA00099585 » |                           |      | Église Saint-Martin de Tilleul-Dame-Agnès                           |
| Église Saint-Hilaire de Tillières-sur-Avre                             | Tillières-sur-Avre            |         | 48° 45′ 31″ nord, 1° 03′ 32″ est | « PA00099587 » |                           |      | Église Saint-Hilaire de Tillières-sur-Avre                          |
| Église Saint-Martin de Tilly                                           | Tilly                         |         | 49° 08′ 42″ nord, 1° 31′ 52″ est | « IA00017288 » |                           |      | Image manquante Téléverser                                          |
| Église Notre-Dame de Corbie                                            | Tilly                         |         | 49° 09′ 43″ nord, 1° 32′ 45″ est | « IA00017291 » |                           |      | Image manquante Téléverser                                          |
| Église Saint-Gourgon de Tocqueville                                    | Tocqueville                   |         | 49° 24′ 26″ nord, 0° 36′ 36″ est | « IA00018985 » |                           |      | Église Saint-Gourgon de Tocqueville                                 |
| Église Saint-Pierre de Touffreville                                    | Touffreville                  |         | 49° 21′ 09″ nord, 1° 26′ 42″ est | « IA00016858 » |                           |      | Église Saint-Pierre de Touffreville                                 |
| Église Saint-Leufroy de Tournedos                                      | Tournedos-Bois-Hubert         |         | 49° 04′ 36″ nord, 0° 58′ 56″ est |                |                           |      | Image manquante Téléverser                                          |
| Église Saint-Ouen de Tourville-la-Campagne                             | Tourville-la-Campagne         |         | 49° 13′ 40″ nord, 0° 54′ 23″ est |                |                           |      | Église Saint-Ouen de Tourville-la-Campagne                          |
| Église Saint-Pierre de Tourville-sur-Pont-Audemer                      | Tourville-sur-Pont-Audemer    |         | 49° 19′ 52″ nord, 0° 30′ 28″ est |                |                           |      | Église Saint-Pierre de Tourville-sur-Pont-Audemer                   |
| Église Saint-Martin de Toutainville                                    | Toutainville                  |         | 49° 21′ 51″ nord, 0° 27′ 47″ est |                |                           |      | Église Saint-Martin de Toutainville                                 |
| Église Saint-Aubin de Saint-Aubin-le-Vertueux                          | Treis-Sants-en-Ouche          |         | 49° 03′ 01″ nord, 0° 36′ 20″ est | « IA00018214 » |                           |      | Image manquante Téléverser                                          |
| Église Saint-Clair de Saint-Clair-d'Arcey                              | Treis-Sants-en-Ouche          |         | 49° 03′ 52″ nord, 0° 39′ 45″ est | « IA00018228 » |                           |      | Église Saint-Clair de Saint-Clair-d'Arcey                           |
| Église Saint-Quentin de Saint-Quentin-des-Isles                        | Treis-Sants-en-Ouche          |         | 49° 02′ 57″ nord, 0° 34′ 45″ est |                |                           |      | Église Saint-Quentin de Saint-Quentin-des-Isles                     |
| Église Saint-Martin de Triqueville                                     | Triqueville                   |         | 49° 20′ 13″ nord, 0° 26′ 32″ est |                |                           |      | Église Saint-Martin de Triqueville                                  |
| Église Notre-Dame de Trouville-la-Haule                                | Trouville-la-Haule            |         | 49° 25′ 05″ nord, 0° 34′ 25″ est | « IA00018988 » |                           |      | Église Notre-Dame de Trouville-la-Haule                             |
| Église Saint-Martin de Grainville                                      | Val d'Orger                   |         | 49° 20′ 49″ nord, 1° 22′ 04″ est | « IA00016810 » |                           |      | Église Saint-Martin de Grainville                                   |
| Église Saint-Pierre-Saint-Paul de Gaillardbois-Cressenville            | Val d'Orger                   |         | 49° 20′ 41″ nord, 1° 24′ 26″ est | « IA00016800 » |                           |      | Image manquante Téléverser                                          |
| Église de la Fraternité de Val-de-Reuil                                | Val-de-Reuil                  |         | 49° 16′ 21″ nord, 1° 12′ 49″ est |                |                           |      | Église de la Fraternité de Val-de-Reuil                             |
| Église Saint-Pierre de Valailles                                       | Valailles                     |         | 49° 07′ 19″ nord, 0° 36′ 01″ est | « IA00018271 » |                           |      | Église Saint-Pierre de Valailles                                    |
| Église Saint-Blaise de Valletot                                        | Valletot                      |         | 49° 21′ 46″ nord, 0° 37′ 23″ est | « PA00099594 » |                           |      | Église Saint-Blaise de Valletot                                     |
| Église Notre-Dame de Vandrimare                                        | Vandrimare                    |         | 49° 22′ 45″ nord, 1° 20′ 34″ est | « IA00016851 » |                           |      | Église Notre-Dame de Vandrimare                                     |
| Église Saint-Denis de Vannecrocq                                       | Vannecrocq                    |         | 49° 18′ 24″ nord, 0° 25′ 26″ est | « IA00054619 » |                           |      | Église Saint-Denis de Vannecrocq                                    |
| Église Saint-Martial de Vascœuil                                       | Vascœuil                      |         | 49° 26′ 38″ nord, 1° 22′ 34″ est | « IA00016867 » |                           |      | Église Saint-Martial de Vascœuil                                    |
| Église Saint-Sulpice de Vatteville                                     | Vatteville                    |         | 49° 16′ 31″ nord, 1° 17′ 53″ est | « IA00017622 » |                           |      | Église Saint-Sulpice de Vatteville                                  |
| Église Notre-Dame de Vaux-sur-Eure                                     | Vaux-sur-Eure                 |         | 49° 02′ 31″ nord, 1° 20′ 23″ est |                |                           |      | Église Notre-Dame de Vaux-sur-Eure                                  |
| Église Saint-Saturnin de Venon                                         | Venon                         |         | 49° 10′ 18″ nord, 1° 02′ 44″ est |                |                           |      | Église Saint-Saturnin de Venon                                      |
| Église Saint-Jean de Verneuil-sur-Avre                                 | Verneuil d'Avre et d'Iton     |         | 48° 44′ 26″ nord, 0° 55′ 36″ est | « PA00099601 » |                           |      | Église Saint-Jean de Verneuil-sur-Avre                              |
| Église de la Madeleine de Verneuil-sur-Avre                            | Verneuil d'Avre et d'Iton     |         | 48° 44′ 10″ nord, 0° 55′ 46″ est | « PA00099600 » |                           |      | Église de la Madeleine de Verneuil-sur-Avre                         |
| Église Saint-Laurent de Verneuil-sur-Avre                              | Verneuil d'Avre et d'Iton     |         | 48° 44′ 09″ nord, 0° 55′ 47″ est | « PA00099602 » |                           |      | Église Saint-Laurent de Verneuil-sur-Avre                           |
| Église Notre-Dame de Verneuil-sur-Avre                                 | Verneuil d'Avre et d'Iton     |         | 48° 44′ 10″ nord, 0° 55′ 31″ est | « PA00099635 » |                           |      | Église Notre-Dame de Verneuil-sur-Avre                              |
| Église Saint-Martin de Francheville                                    | Verneuil d'Avre et d'Iton     |         | 48° 47′ 17″ nord, 0° 51′ 02″ est |                |                           |      | Image manquante Téléverser                                          |
| Église Notre-Dame de Verneusses                                        | Verneusses                    |         | 48° 54′ 09″ nord, 0° 27′ 02″ est |                |                           |      | Image manquante Téléverser                                          |
| Collégiale Notre-Dame de Vernon                                        | Vernon                        |         | 49° 05′ 36″ nord, 1° 29′ 12″ est | « PA00099620 » |                           |      | Collégiale Notre-Dame de Vernon                                     |
| Église Saint-Nicolas de Vernonnet                                      | Vernon                        |         | 49° 05′ 56″ nord, 1° 29′ 30″ est | « IA27000017 » |                           |      | Église Saint-Nicolas de Vernonnet                                   |
| Église Saint-Jean-Baptiste de Vernon                                   | Vernon                        |         | 49° 04′ 48″ nord, 1° 29′ 15″ est |                |                           |      | Image manquante Téléverser                                          |
| Église Saint-Maurice de Vesly                                          | Vesly                         |         | 49° 14′ 25″ nord, 1° 39′ 21″ est | « PA27000071 » |                           |      | Église Saint-Maurice de Vesly                                       |
| Église Saint-Ouen de Berthenonville                                    | Vexin-sur-Epte                |         | 49° 11′ 00″ nord, 1° 39′ 34″ est | « PA00099341 » |                           |      | Église Saint-Ouen de Berthenonville                                 |
| Église Saint-Sulpice de Forêt-la-Folie                                 | Vexin-sur-Epte                |         | 49° 13′ 25″ nord, 1° 31′ 46″ est | « PA00099420 » |                           |      | Église Saint-Sulpice de Forêt-la-Folie                              |
| Église Saint-Pierre de Fourges                                         | Vexin-sur-Epte                |         | 49° 07′ 18″ nord, 1° 38′ 23″ est | « PA00099422 » |                           |      | Église Saint-Pierre de Fourges                                      |
| Église Saint-Sauveur de Fours-en-Vexin                                 | Vexin-sur-Epte                |         | 49° 11′ 11″ nord, 1° 36′ 07″ est | « PA00099424 » |                           |      | Église Saint-Sauveur de Fours-en-Vexin                              |
| Église Notre-Dame de Tourny                                            | Vexin-sur-Epte                |         | 49° 11′ 05″ nord, 1° 32′ 45″ est | « PA00099590 » |                           |      | Église Notre-Dame de Tourny                                         |
| Église Notre-Dame d'Aveny                                              | Vexin-sur-Epte                |         | 49° 09′ 54″ nord, 1° 39′ 45″ est | « IA00017176 » |                           |      | Église Notre-Dame d'Aveny                                           |
| Église Notre-Dame de Fontenay-en-Vexin                                 | Vexin-sur-Epte                |         | 49° 12′ 33″ nord, 1° 34′ 06″ est | « IA00017193 » |                           |      | Image manquante Téléverser                                          |
| Église Notre-Dame de Panilleuse                                        | Vexin-sur-Epte                |         | 49° 09′ 11″ nord, 1° 30′ 04″ est | « IA00017272 » |                           |      | Église Notre-Dame de Panilleuse                                     |
| Église Notre-Dame de Requiécourt                                       | Vexin-sur-Epte                |         | 49° 12′ 10″ nord, 1° 37′ 38″ est |                |                           |      | Image manquante Téléverser                                          |
| Église Saint-André de Cahaignes                                        | Vexin-sur-Epte                |         | 49° 12′ 26″ nord, 1° 35′ 57″ est | « IA00017144 » |                           |      | Image manquante Téléverser                                          |
| Église Saint-Denis d'Écos                                              | Vexin-sur-Epte                |         | 49° 09′ 31″ nord, 1° 36′ 21″ est | « IA00017188 » |                           |      | Église Saint-Denis d'Écos                                           |
| Église Sainte-Austreberte de Cantiers                                  | Vexin-sur-Epte                |         | 49° 14′ 01″ nord, 1° 35′ 04″ est | « IA00017149 » |                           |      | Image manquante Téléverser                                          |
| Église Saint-Martin de Civières                                        | Vexin-sur-Epte                |         | 49° 10′ 03″ nord, 1° 35′ 23″ est | « IA00017160 » |                           |      | Église Saint-Martin de Civières                                     |
| Église Saint-Pierre-et-Saint-Paul de Dampsmesnil                       | Vexin-sur-Epte                |         | 49° 10′ 00″ nord, 1° 38′ 26″ est | « IA00017171 » |                           |      | Image manquante Téléverser                                          |
| Église Saint-Pierre-Saint-Paul de Guitry                               | Vexin-sur-Epte                |         | 49° 12′ 54″ nord, 1° 32′ 54″ est | « IA00017238 » |                           |      | Image manquante Téléverser                                          |
| Église Saint-Michel de Vieux-Port                                      | Vieux-Port                    |         | 49° 25′ 35″ nord, 0° 36′ 37″ est | « IA00018998 » |                           |      | Église Saint-Michel de Vieux-Port                                   |
| Église Saint-Léger de Villegats                                        | Villegats                     |         | 49° 00′ 02″ nord, 1° 27′ 44″ est |                |                           |      | Église Saint-Léger de Villegats                                     |
| Église Saint-Denis de Villers-en-Vexin                                 | Villers-en-Vexin              |         | 49° 15′ 00″ nord, 1° 35′ 23″ est | « IA00016962 » |                           |      | Église Saint-Denis de Villers-en-Vexin                              |
| Église Saint-Ursin du Montier                                          | Villers-sur-le-Roule          |         | 49° 11′ 38″ nord, 1° 18′ 53″ est | « IA00017772 » |                           |      | Église Saint-Ursin du Montier                                       |
| Église Saint-Germain de Villettes                                      | Villettes                     |         | 49° 08′ 52″ nord, 1° 02′ 41″ est |                |                           |      | Église Saint-Germain de Villettes                                   |
| Église Saint-Philibert de Villez-sous-Bailleul                         | Villez-sous-Bailleul          |         | 49° 06′ 40″ nord, 1° 22′ 43″ est | « IA27000158 » |                           |      | Église Saint-Philibert de Villez-sous-Bailleul                      |
| Église de la Sainte-Trinité de Villez-sur-le-Neubourg                  | Villez-sur-le-Neubourg        |         | 49° 09′ 00″ nord, 0° 51′ 40″ est |                |                           |      | Église de la Sainte-Trinité de Villez-sur-le-Neubourg               |
| Église Saint-Nicolas de Villiers-en-Désœuvre                           | Villiers-en-Désœuvre          |         | 48° 56′ 51″ nord, 1° 29′ 12″ est | « PA00099627 » |                           |      | Église Saint-Nicolas de Villiers-en-Désœuvre                        |
| Église Saint-Germain de Vironvay                                       | Vironvay                      |         | 49° 12′ 31″ nord, 1° 13′ 46″ est | « IA00019202 » |                           |      | Image manquante Téléverser                                          |
| Église Saint-Michel de Vitot                                           | Vitot                         |         | 49° 09′ 54″ nord, 0° 52′ 53″ est | « PA00099628 » |                           |      | Église Saint-Michel de Vitot                                        |
| Église Saint-Léger de Vitot                                            | Vitot                         |         | 49° 09′ 56″ nord, 0° 53′ 47″ est |                |                           |      | Église Saint-Léger de Vitot                                         |
| Église Saint-Barnabé de Vraiville                                      | Vraiville                     |         | 49° 13′ 09″ nord, 1° 02′ 22″ est |                |                           |      | Image manquante Téléverser                                          |
| Église Saint-Martin de Vézillon                                        | Vézillon                      |         | 49° 13′ 29″ nord, 1° 23′ 59″ est | « IA00017623 » |                           |      | Église Saint-Martin de Vézillon                                     |
| Église Notre-Dame-et-Saint-Jacques d'Écaquelon                         | Écaquelon                     |         | 49° 17′ 31″ nord, 0° 43′ 24″ est | « PA00099394 » |                           |      | Église Notre-Dame-et-Saint-Jacques d'Écaquelon                      |
| Église Saint-Martin d'Écardenville-la-Campagne                         | Écardenville-la-Campagne      |         | 49° 07′ 52″ nord, 0° 52′ 38″ est | « IA00018789 » |                           |      | Église Saint-Martin d'Écardenville-la-Campagne                      |
| Église Saint-Amand d'Écauville                                         | Écauville                     |         | 49° 07′ 23″ nord, 0° 59′ 31″ est |                |                           |      | Image manquante Téléverser                                          |
| Collégiale Notre-Dame d'Écouis                                         | Écouis                        |         | 49° 18′ 39″ nord, 1° 25′ 57″ est | « PA00099395 » |                           |      | Collégiale Notre-Dame d'Écouis                                      |
| Église Saint-Martin de Villerest                                       | Écouis                        |         | 49° 18′ 38″ nord, 1° 24′ 36″ est | « IA00017347 » |                           |      | Image manquante Téléverser                                          |
| Église Notre-Dame d'Émalleville                                        | Émalleville                   |         | 49° 05′ 50″ nord, 1° 09′ 30″ est |                |                           |      | Église Notre-Dame d'Émalleville                                     |
| Église Saint-Étienne d'Émanville                                       | Émanville                     |         | 49° 03′ 48″ nord, 0° 54′ 54″ est |                |                           |      | Église Saint-Étienne d'Émanville                                    |
| Église Saint-Antonin d'Épaignes                                        | Épaignes                      |         | 49° 16′ 47″ nord, 0° 26′ 22″ est | « IA00050126 » |                           |      | Église Saint-Antonin d'Épaignes                                     |
| Église Saint-Martin d'Épieds                                           | Épieds                        |         | 48° 56′ 08″ nord, 1° 23′ 41″ est |                |                           |      | Image manquante Téléverser                                          |
| Église Saint-Pierre d'Épreville-en-Lieuvin                             | Épreville-en-Lieuvin          |         | 49° 12′ 08″ nord, 0° 32′ 08″ est | « PA00099398 » |                           |      | Église Saint-Pierre d'Épreville-en-Lieuvin                          |
| Église Saint-Pierre d'Épreville-près-le-Neubourg                       | Épreville-près-le-Neubourg    |         | 49° 08′ 21″ nord, 0° 52′ 24″ est |                |                           |      | Église Saint-Pierre d'Épreville-près-le-Neubourg                    |
| Église Saint-Riquier d'Épégard                                         | Épégard                       |         | 49° 10′ 52″ nord, 0° 52′ 48″ est |                |                           |      | Église Saint-Riquier d'Épégard                                      |
| Église Saint-Gervais - Saint-Protais d'Étrépagny                       | Étrépagny                     |         | 49° 18′ 19″ nord, 1° 36′ 44″ est | « PA27000078 » |                           |      | Église Saint-Gervais - Saint-Protais d'Étrépagny                    |
| Église Saint-Samson d'Étréville                                        | Étréville                     |         | 49° 22′ 17″ nord, 0° 38′ 57″ est | « PA00099399 » |                           |      | Église Saint-Samson d'Étréville                                     |
| Église Saint-Martin d'Éturqueraye                                      | Éturqueraye                   |         | 49° 22′ 11″ nord, 0° 41′ 42″ est | « IA00018582 » |                           |      | Église Saint-Martin d'Éturqueraye                                   |
| Église Saint-Taurin d'Évreux                                           | Évreux                        |         | 49° 01′ 26″ nord, 1° 08′ 30″ est | « PA00099403 » |                           |      | Église Saint-Taurin d'Évreux                                        |
| Cathédrale Notre-Dame d'Évreux                                         | Évreux                        |         | 49° 01′ 27″ nord, 1° 09′ 03″ est | « PA00099400 » |                           |      | Cathédrale Notre-Dame d'Évreux                                      |
| Église Notre-Dame-du-Bon-Secours de La Madeleine                       | Évreux                        |         | 49° 00′ 43″ nord, 1° 09′ 14″ est |                |                           |      | Image manquante Téléverser                                          |
| Église Sainte-Thérèse de Nétreville                                    | Évreux                        |         | 49° 01′ 29″ nord, 1° 10′ 24″ est |                |                           |      | Image manquante Téléverser                                          |
| Église Saint-Germain de Navarre                                        | Évreux                        |         | 49° 01′ 04″ nord, 1° 07′ 34″ est |                |                           |      | Église Saint-Germain de Navarre                                     |
| Église Saint-Michel d'Évreux                                           | Évreux                        |         | 49° 01′ 51″ nord, 1° 08′ 30″ est | ACR0000838     |                           |      | Église Saint-Michel d'Évreux                                        |
| Église Saint-Jacques des Capucins d'Évreux                             | Évreux                        |         | 49° 01′ 17″ nord, 1° 09′ 03″ est | « PA00099401 » |                           |      | Église Saint-Jacques des Capucins d'Évreux                          |
| Église Saint-André d'Ézy-sur-Eure                                      | Ézy-sur-Eure                  |         | 48° 51′ 51″ nord, 1° 25′ 09″ est | « PA27000060 » |                           |      | Église Saint-André d'Ézy-sur-Eure                                   |